# ماشین انیگما

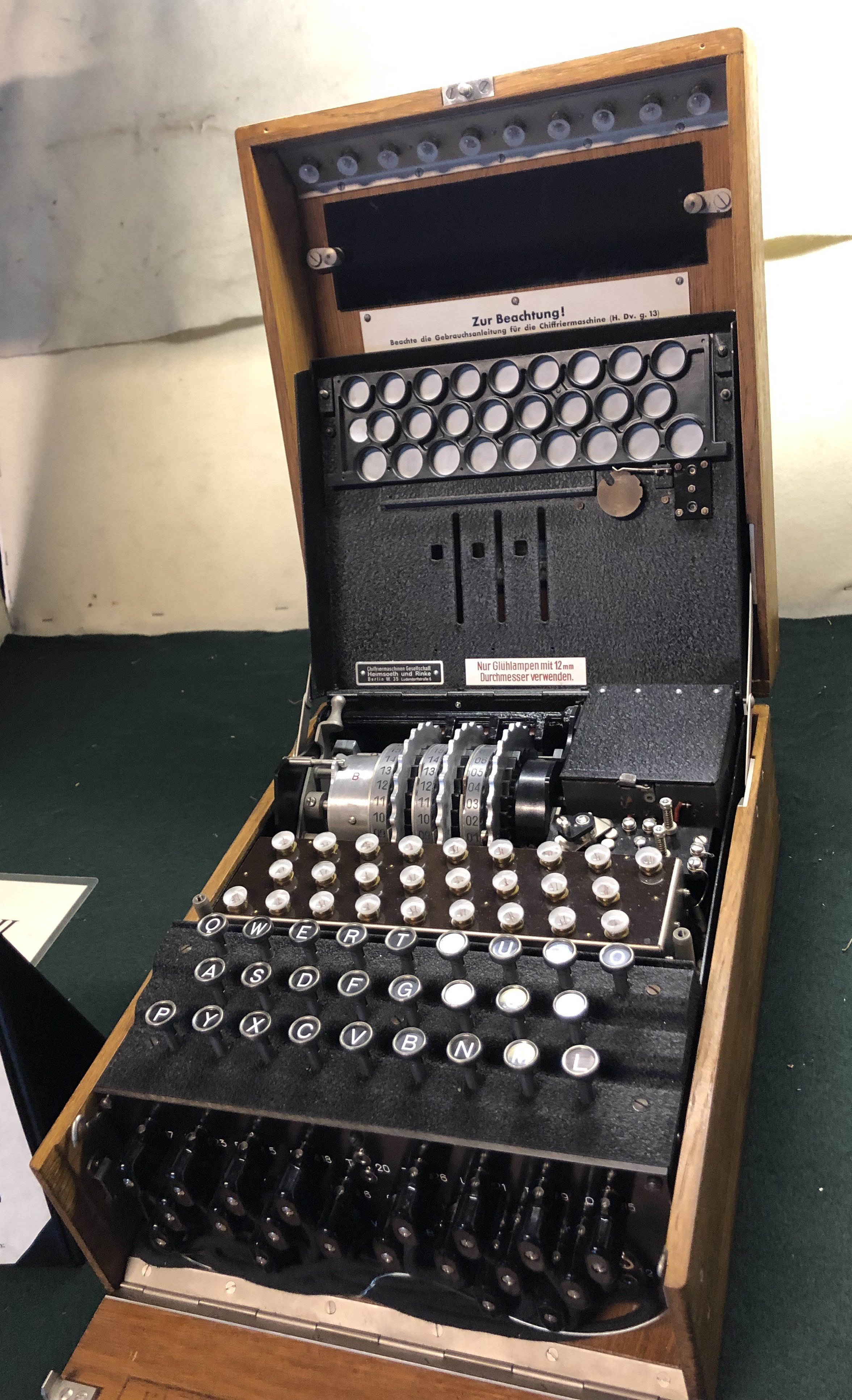
دستگاه نظامی Enigma، مدل "Enigma I"، در اواخر دهه ۱۹۳۰ و در طول جنگ استفاده می‌شد. نمایش داده شده در Museo scienza e tecnologia میلانو، ایتالیا

ماشین انیگما (به انگلیسی: Enigma) دستگاهی برای رمزگذاری بود که از اوایل تا اواسط قرن بیستم، برای محافظت از ارتباطات تجاری، دیپلماتیک و نظامی توسعه یافت و مورد استفاده قرار می‌گرفت. این دستگاه به‌طور گسترده در جنگ جهانی دوم و در تمامی شاخه‌های ارتش آلمان نازی به کار گرفته شد. مرکز شنود الکترونیک انگلستان موسوم به اولترا با شکستن رمز دنباله‌ای ماشین انیگما سهم بسزایی در نتیجه و حتی کاهش مدت‌زمان جنگ جهانی دوم به سود نیروهای متفقین داشت.
انیگما یک مکانیزم روتور الکترومکانیکی داشت که ۲۶ حرف الفبا را پیمایش می‌کرد. در استفاده معمولی، یک نفر متن را روی صفحه کلید دستگاه وارد می‌کرد و شخص دیگری، ثبت می‌کرد که کدام یک از ۲۶ چراغ بالای صفحه کلید در هر فشار کلید روشن می‌شود. مکانیزم روتور اتصالات الکتریکی بین کلیدها و چراغها را با هر کلید تغییر می‌داد. بازبینی امنیت دستگاه انیگما، برنامه‌ای روزانه و مبتنی بر لیست کلیدهای رمزی بود که از پیش توزیع شده بودند. این موضوع به سایر تنظیمات که برای هر پیام تغییر می‌کرد نیز تسری داشت. ایستگاه گیرنده، برای رمزگشایی موفقیت‌آمیز پیام؛ باید از تنظیمات دقیق بکار رفته در ایستگاه انتقال مطلع می‌گردید و از آنها استفاده می‌نمود.
در حالی که آلمان یک سری پیشرفت را برای Enigma به وجود آورد و این اقدامات مانع از تلاش برای رمزگشایی در درجات مختلفی شد، در نهایت آنها مانع از سوءاستفاده انگلیس و متحدان آن از پیامهای رمزگذاری شده انیگما به عنوان منبع اصلی اطلاعات در طول جنگ نشدند. بسیاری از مفسران می‌گویند، جریان اطلاعات ارتباطات از رمزگشایی Ultra از انیگما، لورنز و سایر رمزهای جنگ، جنگ را به‌طور چشمگیری کاهش داده و حتی ممکن است نتیجه آن را تغییر داده باشد.

## تاریخچه

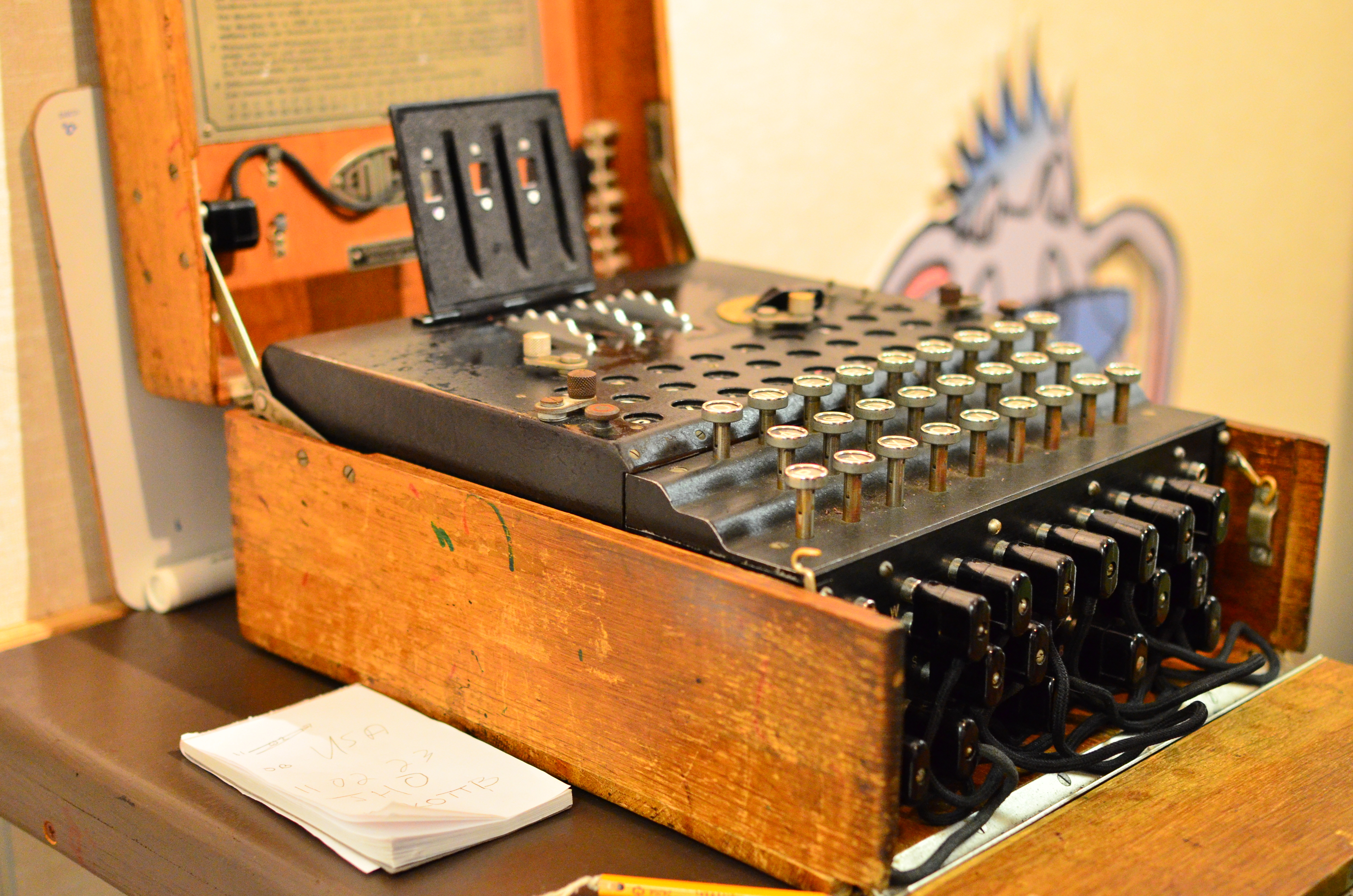
دستگاه نظامی انیگما (در جعبه چوبی)

Enigma توسط مهندس آلمانی Arthur Scherbius در پایان جنگ جهانی اول اختراع شد. شرکت آلمانی Scherbius & Ritter که با تأسیس Arthur Scherbius ایده‌هایی را برای دستگاه رمزگذاری در سال ۱۹۱۸ به ثبت رساند و بازاریابی محصول نهایی را با نام تجاری Enigma در سال ۱۹۲۳ آغاز کرد، در ابتدا در بازارهای تجاری هدف قرار گرفت. مدلهای اولیه از اوایل دهه ۱۹۲۰ به صورت تجاری مورد استفاده قرار می‌گرفتند و توسط خدمات نظامی و دولتی چندین کشور به تصویب رسیدند، که برجسته‌ترین آنها آلمان نازی قبل و در طول جنگ جهانی دوم بود.
چندین مدل مختلف انیگما تولید شد، اما مدل‌های نظامی آلمانی با داشتن یک تابلو، پیچیده‌ترین مدل بودند. مدل‌های ایتالیایی و ژاپنی نیز در حال استفاده بودند. با تصویب آن (به شکلی اصلاح شده) توسط نیروی دریایی آلمان در سال ۱۹۲۶ و ارتش و نیروی هوایی آلمان خیلی زود پس از آن، نام انیگما در محافل نظامی بسیار معروف شد. برنامه‌ریزی ارتش قبل از جنگ آلمان بر نیروهای سریع و تاکتیکی تأکید داشت که بعداً با عنوان blitzkrieg شناخته شد و برای فرماندهی و هماهنگی به ارتباطات رادیویی بستگی داشت. از آنجا که دشمنان احتمالاً سیگنالهای رادیویی را متوقف می‌کنند، پیام‌ها باید با رمزگذاری مطمئن محافظت شوند. دستگاهی جمع و جور و به راحتی قابل حمل به نام دستگاه Enigma آن نیاز را پر کرد.

## شکستن انیگما
مقاله اصلی: رمزنگاری انیگما

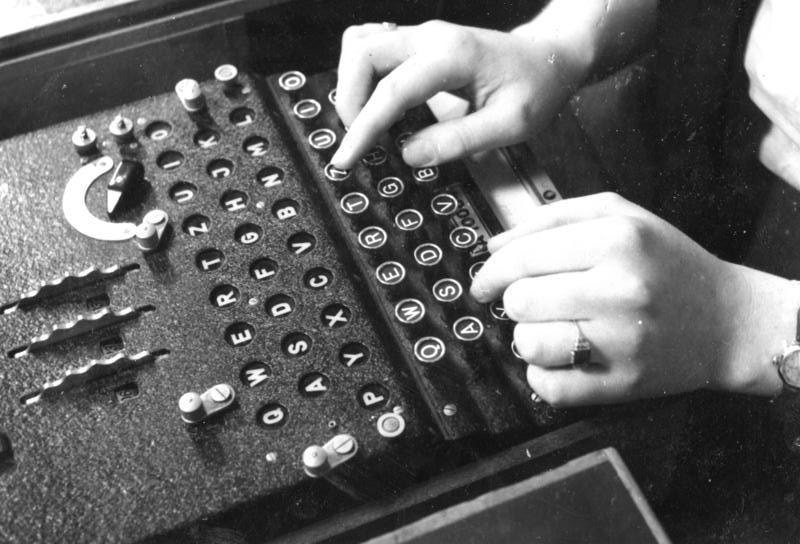
انیگما در حال استفاده، ۱۹۴۳

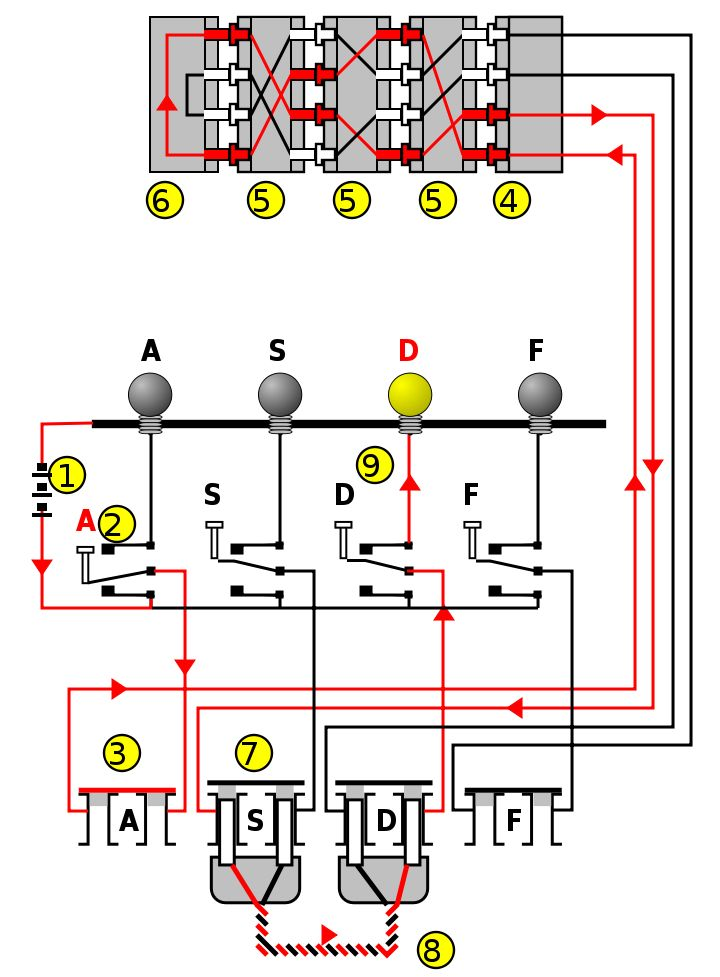
نمودار سیم کشی انیگما با فلش و عدد ۱ تا ۹ نشان می‌دهد که چگونه جریان از فشردگی کلید به روشن شدن لامپ منجر می‌شود. کلید A در لامپ D کدگذاری می‌شود. D بازده A است، اما A هرگز A را بازده نمی‌کند. این خاصیت به دلیل ویژگی ثبت شده‌ای منحصر به فرد برای انیگما بوده و در بعضی مواقع توسط رمزنگاران قابل بهره‌برداری است.

در حدود دسامبر سال ۱۹۳۲، ماریان رِیـِفسکی، ریاضیدان و رمزنگاری لهستانی، در حالی که در دفتر رمزگذاری لهستان کار می‌کرد، از روش تئوری مجوزها و نقص‌ها در روش‌های رمزگذاری پیام نظامی آلمان برای شکستن کلیدهای تخته سیم بندی دستگاه انیگما استفاده کرد. ریفسکی این نتیجه را بدون اطلاع از سیم کشی دستگاه به دست آورد، بنابراین این نتیجه به لهستانی‌ها اجازه نمی‌داد پیام‌های واقعی را رمزگشایی کنند. جاسوس فرانسوی هانس تیلو اشمیت دسترسی به مواد رمزنگاری آلمانی را داشت که شامل کلیدهای روزانه مورد استفاده در سپتامبر و اکتبر ۱۹۳۲ بود. این کلیدها شامل تنظیمات تخته سیم بندی بود. فرانسوی‌ها این مواد را به لهستانی‌ها منتقل کردند و ریفسکی در سپتامبر و اکتبر از برخی از آن‌ها و ترافیک پیام برای حل سیم کشی روتور ناشناخته استفاده کرد. در نتیجه، ریاضیدانان لهستانی توانستند ماشین‌های انیگما خود را بسازند، که به آنها Enigma doubles گفته می‌شد. ریفسکی توسط رمزتحلیلگران Jerzy Różycki و Henryk Zygalski یاری شد که هر دو به همراه ریفسکی از دانشگاه پوزناچ استخدام شده بودند. رمزنگار لهستانی Bureau تکنیک‌هایی را برای شکستن تخته سیم بندی و یافتن همه مؤلفه‌های کلید روزانه ایجاد کرد، که این امکان را فراهم می‌آورد که Cipher Bureau پیام‌های Enigma آلمانی را از ژانویه سال ۱۹۳۳ بخواند. با گذشت زمان، روشهای رمزنگاری آلمانی بهبود یافت، و Cipher Bureau برای ادامه مطالعه ترافیک انیگما، تکنیکها و دستگاه‌های مکانیکی را طراحی کرد. به عنوان بخشی از این تلاش، لهستانی‌ها از quirksهای روتورها بهره‌برداری کردند، کاتالوگ‌هایی را گردآوری کردند، برای ساختن کاتالوگ با ۱۰۰۰۰۰ مدخل، یک سیکلومتر ساختند، ورق‌های Zygalski را ساختند و بمب رمزنگاری الکترونیکی مکانیکی را برای جستجوی تنظیمات روتور ساختند. در سال ۱۹۳۸، آلمانی‌ها پیچیدگی بیشتری به ماشین‌های Enigma افزودند که مقابله با آنها برای لهستانی‌ها بسیار دشوار شد. لهستانی‌ها شش ماشین رمزگشایی (بمب) داشتند، اما وقتی آلمانی‌ها دو روتور دیگر را اضافه کردند، ده برابر بیشتر ماشین رمزگشایی لازم بود و لهستانی‌ها این منابع را نداشتند.
در ۲۶ و ۲۷ ژوئیه سال ۱۹۳۹، در Pyry در نزدیکی ورشو، لهستانی‌ها نمایندگان ارتش فرانسه و انگلیس را از تکنیک‌ها و تجهیزات رمزگشایی انیگما، از جمله ورق هایزیگالسکی و بمب رمزنگاری شده، آگاه کردند و به هر نماینده قول یک انیگما بازسازی شده-لهستانی دادند. این نمایش طرز کار، پایه اساسی برای تلاشهای بعدی انگلیس بود.
در سپتامبر سال ۱۹۳۹، هنگام مأموریت نظامی ۴ بریتانیا، که کالین گابینز و ورا اتکینز نیز در آن بودند، برای خارج کردن کد شکنان Gwido Langer , Marian Rejewski , Jerzy Różycki و Henryk Zygalski از هلند با ماشین‌های ماکت Enigma خود به خارج از کشور رفتند. لهستانی‌ها از طریق مرز به رومانی بومی اتکینز منتقل شدند، که در آن زمان کشوری بی‌طرف بود و برخی از آنها در آن زندانی بودند. اتکینز ترتیب آزادی و سفر خود به اروپا غربی برای مشاوره به فرانسوی‌ها و انگلیس‌ها، که در آن زمان هنوز قادر به رمزگشایی پیام‌های آلمانی بودند، را داد.
گوردون ولچمن، که سرپرست Hut 6 در پارک Bletchley Park بود، نوشته‌است: «اگر ما از لهستانی‌ها یادنمی‌گرفتیم، Hut 6 Ultra هرگز به وجود نمی‌آمد، در آن زمان، از جزئیات هر دو نسخه نظامی آلمان از دستگاه تجاری انیگما و رویه‌های عملیاتی استفاده شده بود.»
در طول جنگ، رمزنگاران انگلیسی، آلن تورینگ و تیمش، تعداد زیادی از پیام‌های رمزگذاری شده در Enigma را رمزگشایی کردند. اطلاعاتی که از این منبع به دست می‌آمد، با نام بریتانیایی "Ultra" (اولترا)، کمک قابل توجهی برای جنگ متفقین بود. (به فیلم بازی تقلید مراجعه شود)
گرچه انیگما نقاط ضعف رمزنگاری داشت، اما در عمل، نقص رویه آلمانی، اشتباهات اپراتور، عدم معرفی منظم تغییرات در مراحل رمزگذاری و ضبط متفقین از جداول و سخت‌افزارهای کلیدی بود که در زمان جنگ، رمزنگاران متفقین را قادر به موفقیت کرد و «جزر و مد» را به نفع متفقین کرد.

## علم اشتقاق لغات
کلمه enigma کلمه لاتین برای معما است که برگرفته از کلمه یونانی باستان (amanigma (αίνιγμα است که در انگلیسی استفاده می‌شود اما آلمانی بومی نیست.

## طرح

عمل scrambling روتورهای Enigma برای دو حرف متوالی نشان داده شده‌است که روتور سمت راست در حال حرکت در یک موقعیت بین آنها است.

دستگاه Enigma مانند سایر دستگاه‌های روتور، ترکیبی از زیر سیستم‌های مکانیکی و برقی است. زیرسیستم مکانیکی از صفحه کلید تشکیل شده‌است. مجموعه ای از دیسک‌های چرخان به نام روتورها که به‌صورت مجاور در امتداد یک دوک نخ قرار گرفته‌اند. یکی از اجزای مختلف پله ای برای چرخاندن حداقل یک روتور با هر فشار کلید و یک سری از لامپها، یکی برای هر حرف.

## مسیر برقی
قطعات مکانیکی با تشکیل یک مدار الکتریکی متغیر عمل می‌کنند. هنگامی که یک کلید فشرده می‌شود، یک یا چند روتور بر روی دوک چرخش چرخانده می‌شود. در طرفین روتورها یک سری از کنتاکت‌های الکتریکی وجود دارد که پس از چرخش، با کنتاکت‌های دیگر روتورها یا سیم کشی ثابت در هر دو انتهای دوک، نخ ریسی می‌شوند. هنگامی که روتورها به درستی تراز شده‌اند، هر کلید روی صفحه کلید از طریق سری تماس‌ها و سیم کشی داخلی به یک مسیر الکتریکی منحصر به فرد وصل می‌شود. جریان، به‌طور معمول از باتری، از طریق کلید فشرده شده، به مجموعه مدارهای تازه تنظیم شده جریان می‌یابد و دوباره به بیرون بازمی‌گردد، در نهایت یک چراغ نمایشگر را روشن می‌کند، که نامه خروجی را نشان می‌دهد. به عنوان مثال، هنگام رمزگذاری پیامی که شروع آن با ANX … است، اپراتور ابتدا کلید A را فشار می‌دهد، و لامپ Z ممکن است روشن شود، بنابراین Z اولین حرف رمزشده خواهد بود. سپس اپراتور N و بعد X را با همان روش فشار می‌دهد و غیره.
جریان از باتری (۱) از طریق سوئیچ صفحه کلید دو طرفه پیچیده (۲) به صفحه وصل می‌شود (۳). در مرحله بعد، از طریق (ورودی غیرقابل استفاده در این مثال، به‌طور بسته نشان داده شده) پلاگین “A” (۳) به وسیله چرخ ورودی (۴)، از طریق سیم کشی روتورهای نصب شده سوم (Wehmacht Enigma) یا چهارم (انواع Kriegsmarine M4 و Abwehr) عبور داده

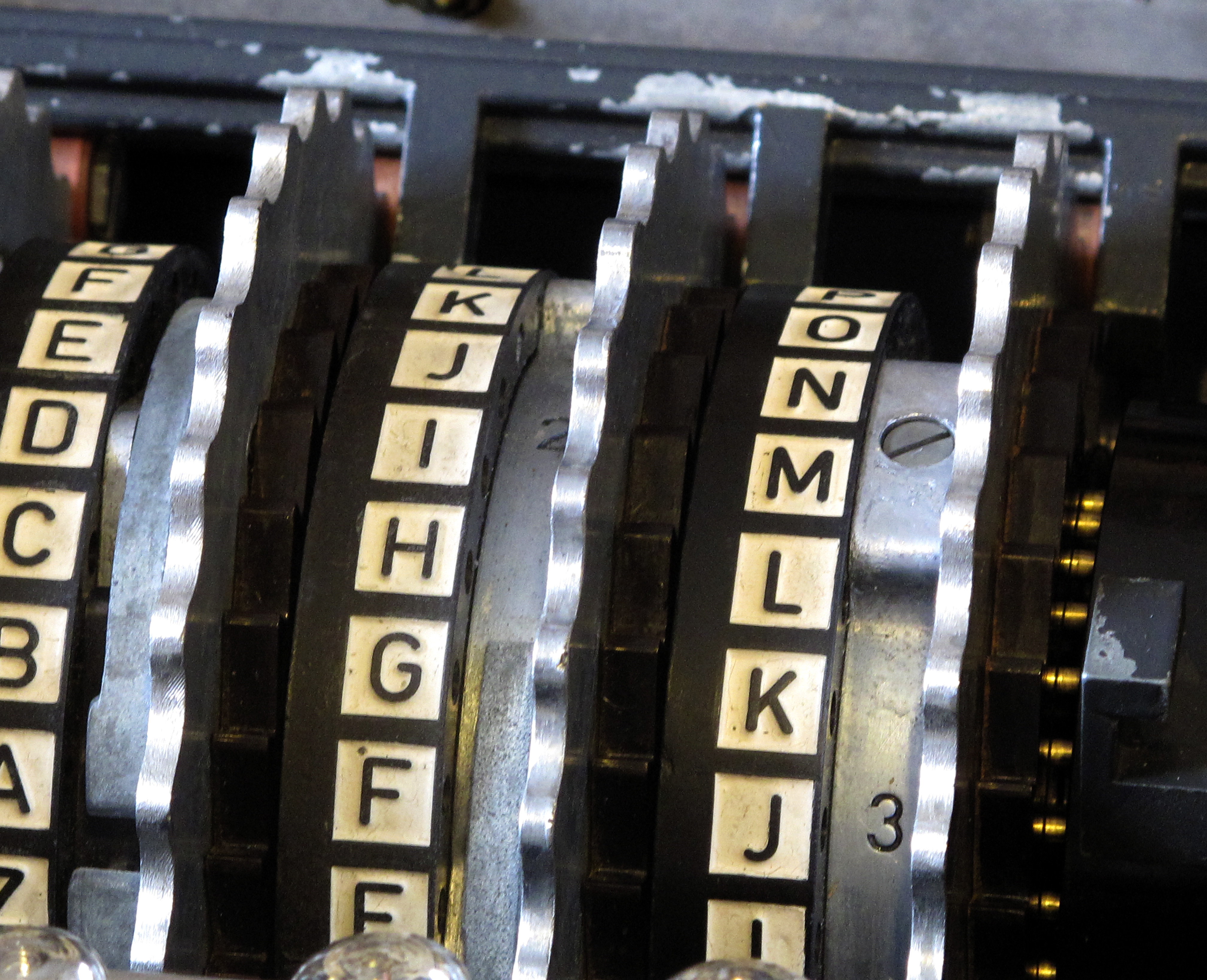
مونتاژ روتور انیگما. در Wehmacht Enigma، سه روتور متحرک نصب شده در بین دو چرخ ثابت قرار گرفته‌اند: چرخ ورودی، در سمت راست و بازتابنده در سمت چپ.

می‌شود (۵) و وارد بازتابنده (۶) می‌شود. بازتابنده جریان را از طریق مسیری کاملاً متفاوت، به داخل روتورها (۵) و چرخ ورودی (۴)، از طریق پلاگین "S" برمی‌گرداند (۷) این بازتابنده متصل به یک کابل (۸) برای وصل کردن "D" می‌باشد و یک سوئیچ دو جهته دیگر (۹) برای روشن کردن لامپ مناسب را داراست.
تغییرات مکرر در مسیر الکتریکی از طریق یک تقارن Enigma، یک رمزنگاری جایگزین چند حلقه ای را انجام داد که امنیت Enigma را فراهم می‌کرد. نمودار بالا نشان می‌دهد که چگونه مسیر الکتریکی با هر فشار کلید تغییر می‌کند، که حداقل باعث چرخش روتور سمت راست می‌شود. جریان در داخل روتورها به داخل و پشت بازتابنده منتقل شده و دوباره از داخل روتورها خارج می‌شود. خطوط خاکستری شده مسیرهای ممکن دیگری در داخل هر روتور هستند. این‌ها سیم پیچ‌های سخت از یک طرف هر روتور به طرف دیگر هستند. حرف A با فشار دادن کلیدهای متوالی، رمزهای مختلفی را رمزگذاری می‌کند، ابتدا به G و سپس به C. این به این دلیل است که روتور سمت راست پیموده شده‌است و سیگنال را در مسیری کاملاً متفاوت ارسال می‌کند. در نهایت روتورهای دیگر با فشار دادن کلید پیموده می‌شوند.

## چرخ‌دنده‌ها (روتورها)
مقاله اصلی: جزئیات روتور انیگما

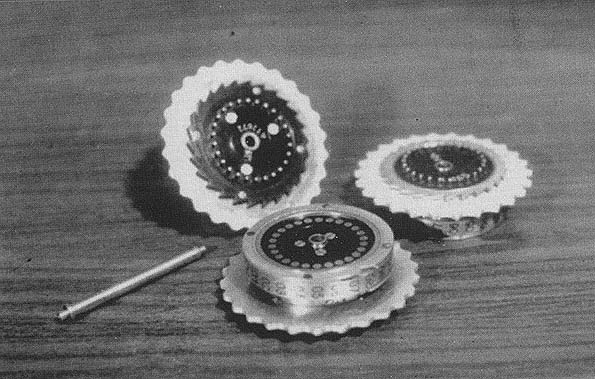
سه روتور Enigma و محور، که در هنگام استفاده روی آن قرار می‌گیرند.

روتورها (چرخ‌های متناوب یا طبل‌ها، Walzen به زبان آلمانی) قلب یک دستگاه انیگما را تشکیل می‌دادند. هر روتور یک دیسک تقریباً ۱۰ سانتی‌متر (۳٫۹ اینچ) در قطر بود که از Ebonite یا Bakelite ساخته شده بود و دارای ۲۶ برنج (فلز)، بارگزاری شده توسط فنر و پینهای تماسی الکتریکی که در یک دایره بر روی یک صفحه قرار داشتند، بود. طرف دیگر تعدادی صفحه تماسی الکتریکی به صورت صفحات مدور را در خود جای داده بود. پین‌ها و صفحات تماسی حروف الفبا را نشان می‌دهد - به‌طور معمول ۲۶ حرف A-Z، که برای ادامه این توضیحات فرض می‌شود. هنگامی که روتورها در کنار هم روی دوک چرخ نصب می‌شدند، پین‌های یک روتور در مقابل صفحات روتور همسایه مستقر می‌شدند که یک اتصال الکتریکی را تشکیل می‌دادند. در داخل بدنه روتور، ۲۶ سیم هر پین را از یک طرف به یک صفحه تماس از طرف دیگر در یک الگوی پیچیده متصل می‌کرد. بیشتر روتورها توسط اعداد رومی مشخص می‌شدند و هر نسخه کپی از روتور I عیناً با سیم به باقی متصل می‌شد. همین مورد در خصوص روتورهای باریک خاص بتا و گاما مورد استفاده در مدل دریایی M4 نیز صادق بود.
به خودی خود، یک چرخ‌دنده فقط یک نوع رمزگذاری بسیار ساده انجام می‌دهد، یک رمزگذاری ساده جایگزینی. به عنوان مثال، ممکن است پین مربوط به حرف E به حرف T متصل شده باشد و به همین شکل برای بقیه حروف. امنیت انیگما بخاطر استفاده از چندین چرخ‌دنده به شکل سری (معمولاً سه‌یا چهار) و حرکت پیاپی منظم چرخ‌دنده‌ها ناشی می‌شود، بنابراین یک رمزعبور جایگزینی چند حلقه‌ای را می‌دهد.
با قرار گرفتن در یک انیگما، هر چرخ‌دنده می‌تواند در یکی از ۲۶ موقعیت ممکن قرار داد. با اضافه شدن آن، می‌توان به صورت دستی آنرا چرخاند، که در صورت بسته بودن از پوشش داخلی انیگما بیرون زده‌است. بیرون‌زدگی به طوری است که اپراتور بتواند از جایگاه چرخ‌دنده آگاه شود، هر یک حلقه حروف الفبا (یا حلقه حروف) به خارج از دیسک چرخ‌دنده که با ۲۶ کاراکتر (به‌طور معمول حروف) دارد، متصل شده‌است. یکی از آنها را می‌توان از طریق پنجره مشاهده کرد، بنابراین موقعیت چرخشی چرخ‌دنده نمایان می‌شود.
در مدل‌های اولیه، حلقه الفبا به دیسک چرخ‌دنده ثابت شده بود. پیشرفت بعدی، توانایی تنظیم حلقه الفبا نسبت به دیسک چرخ‌دنده بود. موقعیت حلقه به Ringstellung (تنظیم حلقه) معروف بود و بخشی از تنظیمات اولیه قبل از استفاده در عمل تشکیل می‌داد. در نمونه‌های مدرن این تنظیمات، بخشی از مرحله بردار اولیه‌سازی را انجام می‌داد.

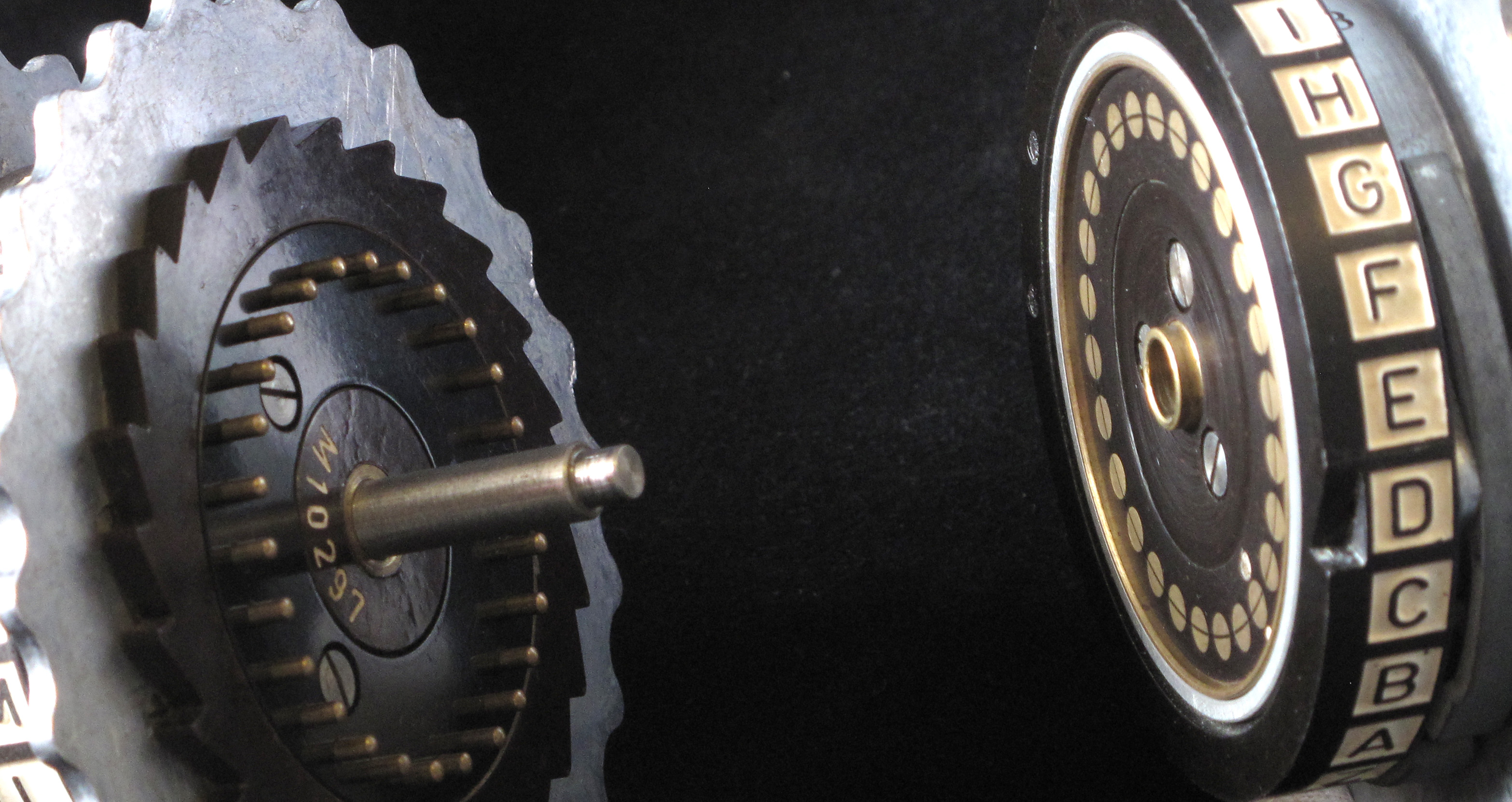
دو چرخ‌دنده انیگما که ارتباط الکتریکی دارند را نشان می‌دهند، شکاف‌های پیاپی (در سمت چپ) و شکاف (در چرخ‌دنده سمت راست روبروی حرف D).

هر چرخ‌دنده شامل یک یا چند شکاف بود که کنترل شکاف‌های پیاپی چرخ‌دنده را بر عهده داشت. در مدل‌های نظامی، شکافها روی حلقه الفبایی قرار گرفته بودند. انیگماهای ارتش و نیروی هوایی با چندین چرخ‌دنده استفاده می‌شدند، که در ابتدا با سه چرخ‌دنده بودند. در ۱۵ دسامبر سال ۱۹۳۸، این تعداد به پنج چرخ‌دنده تغییر یافت که از این میان سه چرخ‌دنده برای یک کاربرد معین انتخاب شدند. چرخ‌دنده‌ها با شماره‌های رومی مشخص شده بودند تا بتوانند آنها را تشخیص دهند: I, II, III, IV وV، همه با تک شکافهایی در نقاط مختلف روی حلقه الفبا قرار داشتند. این تغییر احتمالاً به عنوان یک اقدام امنیتی در نظر گرفته شده بود اما در نهایت در برابر روش ساعت لهستانی و حملات Banburismus انگلیس دوام نیاورد.
نسخه Naval of Wehrmacht انیگما همیشه با چرخ‌دنده‌های بیشتری نسبت به سایر مدل‌ها عرضه می‌شده‌است: در ابتدا شش، بعد هفت و بالاخره هشت چرخ‌دنده. چرخ‌دنده‌های اضافی با شماره‌های VI, VII و VIII مشخص شده بودند، همه با سیم کشی متفاوت و دارای دو شکاف که منجر به گردش بیشتر می‌شدند.
ماشین چهار چرخ‌دنده Naval انیگما (M4) یک چرخ‌دنده اضافی را در همان فضای نسخه سه چرخ‌دنده‌ای جای داده بود. این کار با تعویض بازتابنده اصلی با یک بازتابنده نازک‌تر و اضافه کردن یک چرخ‌دنده چهارم نازک انجام شد. چرخ‌دنده چهارم یکی از دو نوع Beta یا Gamma بود و هرگز حرکت دنده‌ای نمی‌زد اما می‌توانست به صورت دستی روی هر یک از ۲۶ موقعیت تنظیم شود. یکی از ۲۶ حالت باعث می‌شد تا ماشین عملکرد یکسانی با ماشین سه چرخ‌دنده‌ای داشته باشد.

## حرکت دنده‌ای
برای جلوگیری از اجرای رمزهای جایگزینی ساده (و به راحتی قابل حل)، هر فشار کلید باعث می‌شد تا قبل از برقراری اتصالات الکتریکی، یک یا چند چرخ‌دنده با یک بیست و ششم حالتها، گام (حرکت دنده‌ای) بردارد. این کار، تعویض مورد استفاده برای رمزگذاری را دگرگون کرد، تا تعویض رمزنگاری در هر موقعیت چرخ‌دنده جدید متفاوت باشد و یک رمزنگاری جایگزینی چند شخصی بسیار عالی ایجاد شد. مکانیسم حرکت پیاپی دنده‌ها کمی مدل به مدل متفاوت است. چرخ‌دنده دست-راست با هر بار فشار کلید، یک گام برداشته و سایر چرخ‌دنده‌ها نیز معمولاً کمتر از آن گام برمی‌دارند.

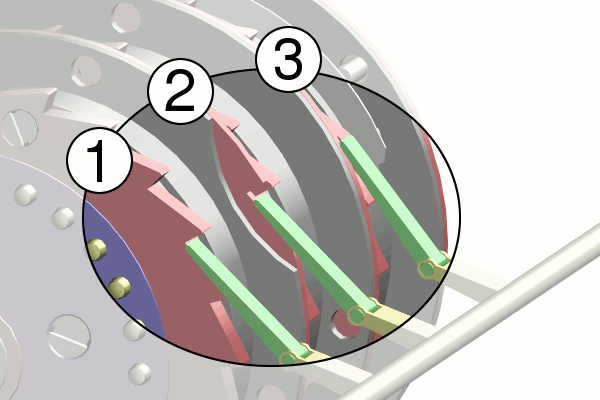
حرکت دنده‌ای انیگما که از کناره و دور از اپراتور دیده می‌شود. هر سه چرخ‌دنده (سبز) وقتی دکمه‌ای فشرده می‌شود، همزمان فشرده می‌شوند. برای چرخ‌دنده اول (۱) که برای اپراتور چرخ‌دنده دست-راست است، چرخنده (قرمز) همیشه درگیر است و با هر یک از فشار دکمه‌ها می‌چرخد. در اینجا، چرخ‌دنده میانی (۲) درگیر شده چون شکاف در چرخ‌دنده اول با گیره انطباق یافته‌است.

پیشرفت چرخ‌دنده غیر از دست-چپ توسط انگلیسی‌ها، چرخش نامیده می‌شد. این کار با مکانیسم چرخنده و گیره به دست آمد. هر چرخ‌دنده دارای یک چرخنده با ۲۶ دندانه بود و هر بار که یک کلید فشرده می‌شد، مجموعه‌ای از گیره‌ها که در حال حرکت بودند به صورت یکنواخت می‌چرخیدند و سعی می‌کردند تا با یک گیره درگیر شوند. حلقه الفبا چرخ‌دنده به سمت راست به‌طور معمول از این امر جلوگیری می‌کرد. به محض چرخیدن این حلقه با چرخ‌دنده خود، یک شکاف در نهایت خود را با گیره مطابقت می‌داد و با آن درگیر می‌شد و چرخ‌دنده سمت چپ خود را به جلو می‌راند.
چرخ‌دنده تک‌شکافه، دست-راست، بدون داشتن چرخ‌دنده و حلقه در سمت راست خود، با هر فشردگی دکمه‌ی، چرخ‌دنده خود را می‌گرداند. [۱۳]
برای یک چرخ‌دنده تک-شکافه در وضعیت دست-راست، چرخ‌دنده میانی یک بار برای هر ۲۶ موقعیت از چرخ‌دنده دست-راست یک گام برمی‌دارد. به‌طور مشابه برای چرخ‌دنده‌های دو و سه. برای چرخ‌دنده دو درجه‌ای، چرخ‌دنده سمت-چپ برای هر چرخش دو بار چرخانده می‌شود. پنج چرخ‌دنده اول معرفی شده (I-V) هر کدام یک شکاف داشتند، در حالی که چرخ‌دنده‌های دریایی، VI, VII و VIII هر کدام دارای دو شکاف اضافه بودند. موقعیت شکاف در هر چرخ‌دنده با حلقه حروف تعیین می‌شود که می‌تواند در رابطه با هسته حاوی اتصالات تنظیم شود. نقاط روی حلقه‌هایی که باعث شده چرخ بعدی حرکت کند به شرح زیر است.
| یادآور BP | وضعیت (های) چرخش | چرخ‌دنده          |
| --------- | ---------------- | ---------------- |
| Royal     | R                | I                |
| Flags     | F                | II               |
| Wave      | W                | III              |
| Kings     | K                | IV               |
| Above     | A                | V                |
|           | A and N          | VI, VII and VIII |

این طرح همچنین شامل ویژگی‌هایی است که با نام دو پله‌ای (دو گام) شناخته می‌شود. این اتفاق وقتی که هر گیره با هر دو، چرخ‌دنده خود و حلقه چرخاننده چرخنده چرخ‌دنده همسایه مطابقت داشته باشد. اگر گیره‌ای از طریق تراز وسط قرار گرفتن با شکاف درگیر شود، همان‌طور که به جلو حرکت می‌کند، در مقابل هر دو دسته و شکاف قرار می‌گیرد و هر دو چرخ‌دنده را پیش می‌برد. در دستگاه سه چرخ‌دنده، چرخ‌دنده دو قدم فقط روی دوتا تأثیر می‌گذارد. اگر در حرکت رو به جلو، قفسه چرخ‌دنده سه درگیر شده باشد، چرخ‌دنده دو دوباره روی نوار کلید بعدی حرکت می‌کند و در نتیجه دو مرحله متوالی است. چرخ‌دنده دو همچنین چرخ‌دنده را بعد از ۲۶ مرحله یک بار به جلو سوق می‌دهد، اما از آنجا که چرخ‌دنده با هر فشار به کلید به هر حال حرکت می‌کند، هیچ دو پله‌ایی وجود ندارد. این دو-گام باعث شده‌است که چرخ‌دنده‌ها با حرکت منظم از سبکومتر فاصله بگیرند. این دستگاه با داشتن سه چرخ و تنها شکافهای تک در چرخ‌های اول و دوم، دارای دوره‌ای ۲۶ × ۲۵ = ۲۶ = 16.900 (26 not 26 not ۲۶ (به دلیل پله دو قدم نبود)) بود. از نظر تاریخی، پیام‌ها به چند صد حرف محدود می‌شدند و بنابراین هیچ فرصتی برای تکرار موقعیت چرخ‌دنده ترکیبی در طول یک جلسه وجود ندارد، سرنخ‌های ارزشمند رمزنگاری را انکار می‌کند. برای ایجاد فضا برای چرخ‌دنده چهارم Naval، بازتابنده بسیار نازک‌تر ساخته شد. چرخ‌دنده چهارم که در فضای موجود در دسترس قرار گرفته‌است. هیچ تغییر دیگری نداشته‌است واین باعث تغییر کاربری دستگاه شد. از آنجا که تنها سه گیره وجود داشت، چرخ‌دنده چهارم هرگز گام برنمی‌دارد، اما می‌تواند به صورت دستی در یکی از ۲۶ موقعیت ممکن قرار گیرد. وسیله‌ای که قبل از پایان جنگ طراحی شده بود، اما عملیاتی نشده بود، Lückenfüllerwalze (چرخ پرکننده شکاف) بود که پله‌های نامنظم را اجرا می‌کرد. این امکان پیکربندی، قرارگیری شکافها در هر ۲۶ موقعیت فراهم می‌کند. اگر تعداد شکافها از نوع اولیه نسبیِ ۲۶ و تعداد شکافها برای هر چرخ متفاوت بود، پله‌ها غیرقابل پیش‌بینی‌تر خواهند بود. مانند Umkehrwalze-D، امکان تنظیم سیم کشی داخلی نیز فراهم شد. [۱۵]

## چرخ ورودی
چرخ ورودی فعلی (Eintrittswalze به آلمانی) یا استاتور ورودی، پلاگین را به مونتاژ چرخ‌دنده وصل می‌کند. اگر افزونه موجود نباشد، در عوض چرخ ورودی کیبورد و لامپ را به مونتاژ چرخ‌دنده وصل می‌کند. در حالی که سیم کشی دقیق مورد استفاده از اهمیت کمتری برای امنیت برخوردار است اما مانعی برای پیشرفت Rejewski در طول مطالعه بود. انیگمای تجاری، دکمه‌ها را به ترتیب QWERTZ بر روی صفحه کلید متصل می‌کند: Q → A, W → B, E → C و غیره.
انیگمای نظامی، آنها را به ترتیب مستقیم الفبا متصل می‌کند: A → A, B → B, C → C و غیره. Rejewski از این الهام گرفت تا رجیوسکی اصلاحاتی را تغییر دهد.

## بازتابنده

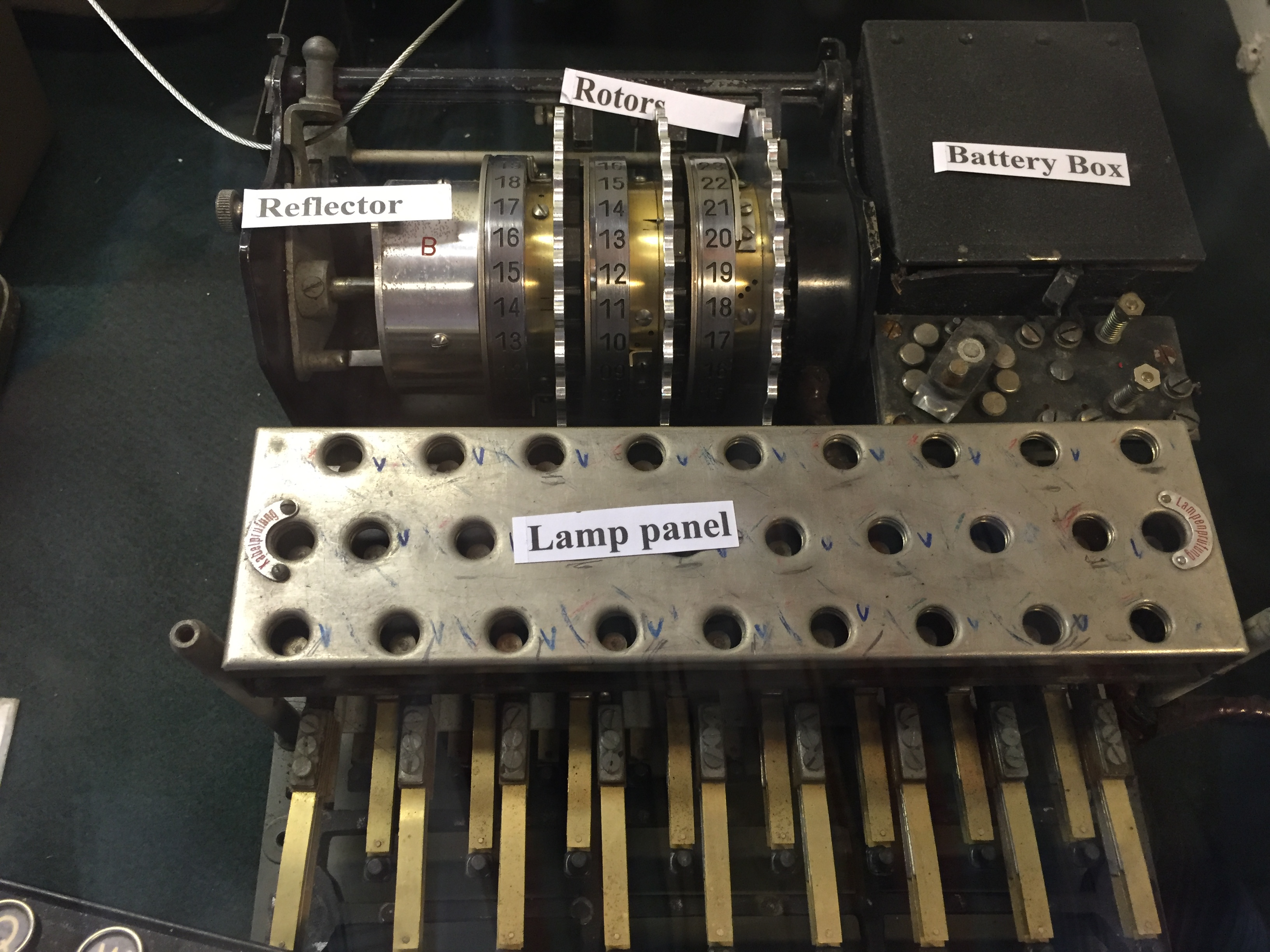
مکانیسم داخلی دستگاه انیگما که نشانگر نوع B و پشته چرخ‌دنده است.

به استثنای مدلهای A و B، آخرین چرخ‌دنده قبل از "بازتابنده" (آلمانی: Umkehrwalze به معنای "چرخ‌دنده معکوس") است، یک ویژگی ثبت شده منحصر به فرد برای انیگما در بین دستگاه‌های مختلف، دور چرخ‌دنده بود. بازتاب‌دهنده خروجی آخرین چرخ‌دنده را به صورت جفت متصل می‌کند و جریان را از طریق چرخ‌دنده به یک مسیر متفاوت هدایت می‌کند. بازتاب‌کننده تضمین می‌کند که انیگما متقابل خواهد بود؛ بنابراین، با دو ماشین یکسان، تنظیم یک پیام می‌تواند بر روی یکی رمزگذاری شود و از سوی دیگر رمزگشایی شود، بدون اینکه نیازی به مکانیزم حجیمی برای جابجایی بین حالت‌های رمزنگاری و رمزگشایی باشد. بازتاب‌دهنده اجازه طراحی فشرده‌تری را می‌داد، اما این ویژگی را به انیگما نیز داد که‌هیچ نامه‌ای تاکنون برای خودش رمزگذاری نشده‌است. این یک نقص شدید رمزنگاری بود که متعاقباً توسط رمزگذارها مورد سوء استفاده قرار گرفت. در مدل "C"، بازتابنده می‌تواند در یکی از دو موقعیت مختلف قرار داده شود. در مدل "D"، بازتابنده می‌تواند در ۲۶ موقعیت ممکن تنظیم شود، اگرچه در طی رمزگذاری حرکت نمی‌کند. در Abwehr انیگما، بازتابنده در طی رمزگذاری به روشی مشابه چرخ‌های دیگر قدم گذاشت. در ارتش آلمان و نیروی هوایی، بازتاب‌کننده ثابت شده بود و چرخش نداشت که چهار نسخه از آن وجود داشت. نسخه اصلی "A" مشخص شد و در اول نوامبر سال ۱۹۳۷ توسط Umkehrwalze B جایگزین شد. نسخه سوم، Umkehrwalze C به‌طور خلاصه در سال ۱۹۴۰ مورد استفاده قرار گرفت که احتمالاً به اشتباه و بعد از آن توسط هات ۶. رفع شد. [۱۶]
نسخه چهارم، که برای اولین بار در تاریخ ۲ ژانویه ۱۹۴۴ مشاهده شد، یک بازتاب‌دهنده قابل جابجایی به نام Umkehrwalze D با نام مستعار عمو دیک(Uncle Dick) توسط انگلیسی‌ها داشت و به اپراتور انیگما اجازه می‌داد تا اتصالات را به عنوان بخشی از تنظیمات کلیدی تغییر دهد.

## صفحه سیم‌بندی شده

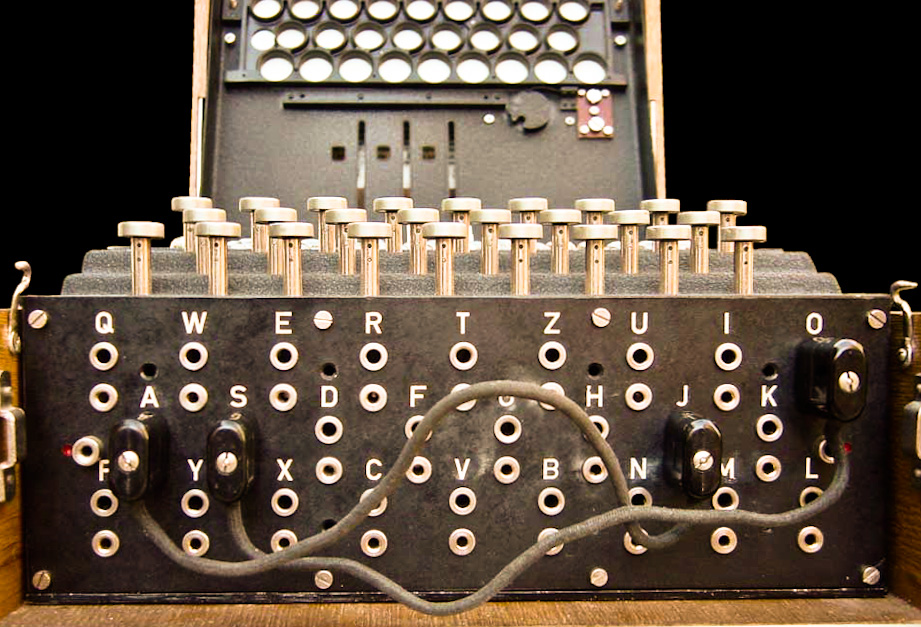
صفحه سیم‌کشی شده(Steckerbrett) در قسمت جلوی دستگاه، زیر کلیدها قرار داشت.

در زمان استفاده از جنگ جهانی دوم، ده اتصال وجود داشت. دراین عکس، فقط دو جفت حرف تعویض شده‌است (A↔J و S↔O). صفحه وصل (به زبان آلمانی Steckerbrett) اجازه سیم‌کشی متغیر را می‌دهد که می‌تواند توسط اپراتور مجدداً تنظیم شود (در صفحه جلوی شکل ۱ قابل مشاهده است). بعضی از بندهای پچ را می‌توانید در در مشاهده کنید). در نسخه‌های ارتش آلمان در سال ۱۹۳۰ معرفی شد، و به سرعت توسط Reichsmarine (نیروی دریایی آلمان) به تصویب رسید. این پلاگین قدرت رمزنگاری بیشتری نسبت به‌یک چرخ‌دنده اضافی، افزوده بود. انیگما بدون پلاگین (معروف به نام غیرقابل کنترل انیگما) می‌تواند با استفاده از روشهای دستی نسبتاً ساده حل شود. این تکنیک‌ها به‌طور کلی توسط پلاگین شکست می‌خورند و کریپتانالیست‌های Allied را به سمت تولید ماشین‌های ویژه برای حل آن سوق می‌دهند. کابل قرار داده شده بر روی صفحه، حروف را به صورت جفت وصل کرده‌است. به عنوان مثال، E و Q ممکن است یک جفت استوکر باشند. تأثیر این بود که آن حروف را قبل و بعد از واحد اصلی چرخ‌دنده اصلی عوض کنند. به عنوان مثال، هنگامی‌که‌یک اپراتور، E را فشار می‌دهد، سیگنال قبل از ورود به چرخ‌دنده‌ها به Q منحرف شده‌است. ممکن است در یک زمان حداکثر ۱۳ جفت پشته استفاده شوند، گرچه فقط ۱۰ مورد به‌طور معمول مورد استفاده قرار می‌گرفتند. جریان از طریق برد صفحه کلید عبور کرده و به سمت چرخ‌دنده ورودی یا Eintrittswalze ادامه می‌یابد. هر حرف روی پلاگین دو جک داشت. قرار دادن پلاگین جک بالایی (از صفحه کلید) و جک پایین (به چرخ‌دنده ورودی) آن حرف را جدا می‌کرد. پلاگین در انتهای دیگر کابل با سیم متقاطع در جکهای حروف دیگر قرار داده شده‌است، بنابراین اتصالات دو حرف را تغییر می‌دهد.

## تجهیزات جانبی

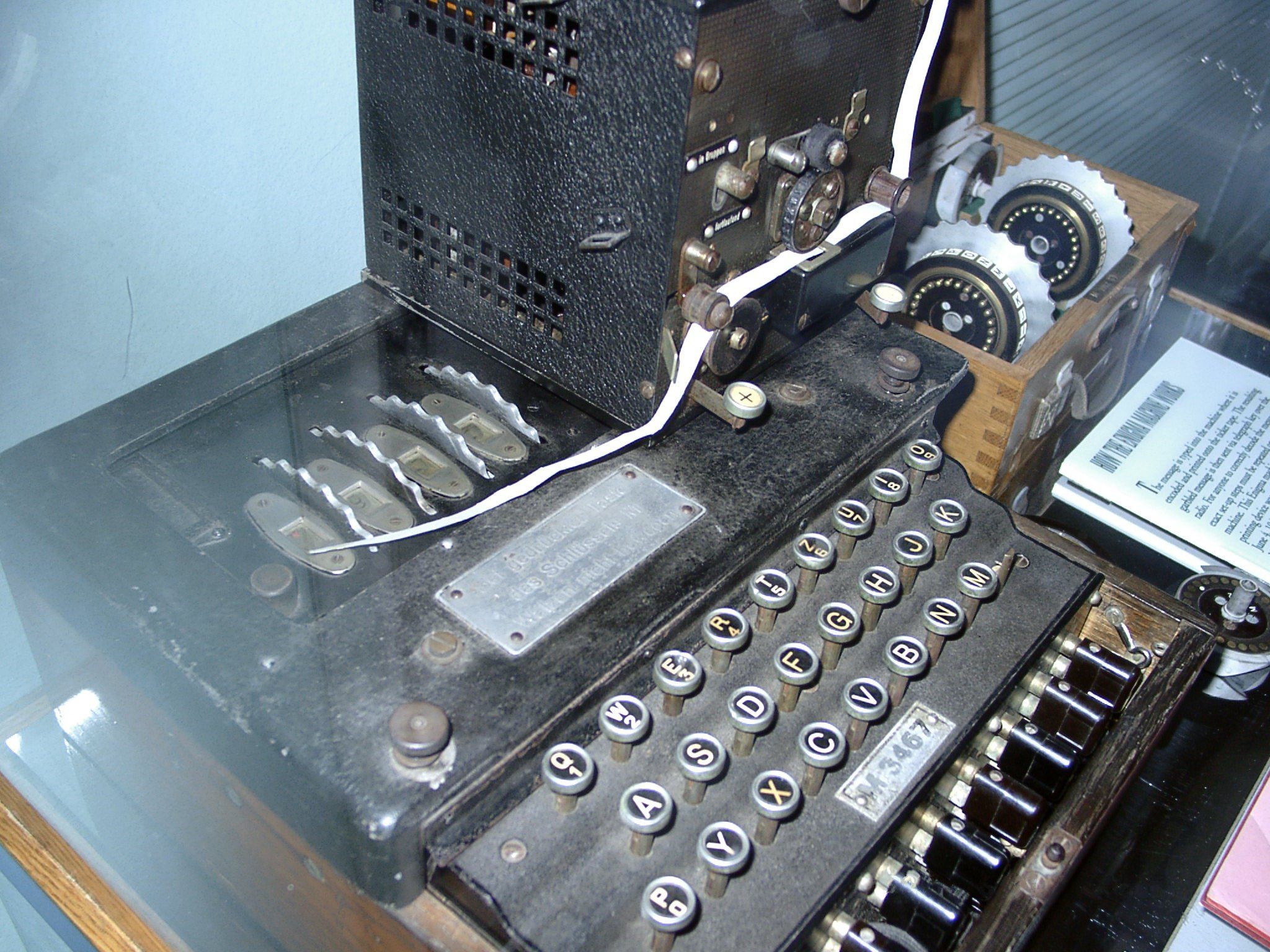
Schreibmax یک واحد چاپ بود که می‌توانست به انیگما متصل شود و زحمت فشردن حروف نشان داده شده بر روی پنل نوری را حذف کرد.

سایر ویژگی‌ها باعث شده‌اند تا ماشین‌های انیگمای مختلف، ایمن‌تر یا راحت‌تر باشند. [۱۷]

## منشی (Schreibmax)
برخی از M4 انیگما s با استفاده از Schreibmax، یک چاپگر کوچک که می‌تواند ۲۶ حرف را روی یک روبان کاغذی باریک چاپ کند. این امر نیاز به اپراتور دوم برای خواندن لامپ‌ها و رونویسی حروف را از بین می‌برد. Schreibmax در بالای دستگاه انیگما قرار گرفت و به پنل لامپ متصل شد. برای نصب پرینتر، باید جلد لامپ و حباب لامپ‌ها جدا شود. این هم راحتی و هم امنیت عملیاتی را بهبود بخشید. این پرینتر می‌تواند از راه دور نصب شود به گونه‌ای که مأمور سیگنالِ دستگاه دیگر نیازی به دیدن متن رمزگشایی ندارد.

#### خواننده از راه دور (Fernlesegerät)
لوازم جانبی دیگر پانل Fernlesegerät لامپ از راه دور بود. برای ماشین‌های مجهز به پنل اضافی، کیس چوبی انیگما گسترده‌تر بود و می‌توانست پانل اضافی را ذخیره کند.  یک نسخه پانل لامپ می‌تواند بعداً به آن وصل شود، اما مانند شریبماکس (Schreibmax)، لازم است که پانل لامپ و حباب لامپ‌ها برداشته شوند. [۱۲] پنل از راه دور این امکان را برای شخص فراهم می‌آورد که متن را رمزگشایی کند بدون اینکه اپراتور آن را ببیند.

#### اُوهر (Uhr)
در سال ۱۹۴۴، شرکت لوفت‌واف(Luftwaffe) یک تخته صفحه چرخ‌دنده‌های سیم‌بندی‌شده به نام اوهر (ساعت) را معرفی کرد. جعبهٔ کوچکی که حاوی یک سوویچ با ۴۰ وضعیت ممکن بود. این دستگاه جایگزینی برای اتصالات استاندارد بود. بعد از اینکه اتصالات طبق برگه کلید روزانه برقرار شدند، اپراتور سوویچ را می‌چرخاند تا در یکی از ۴۰ حالت قرار بگیرد، که هر کدام یک ترکیب متفاوت برای سیم‌بندی تخته می‌ساختند. بیشتر این اتصالات، برعکس اتصالات پیش‌فرض به صورت جفتی نبودند. [۱۲] در یک موقعیت سوویچ، اوهر جای حروف را عوض نمی‌کرد، بلکه تنها عملکرد سیم‌های اتصالات سیزده‌گانه را شبیه‌سازی می‌کرد.

### تحلیل ریاضی
تبدیل‌های انیگما برای هر حرف می‌تواند از روش ریاضی و به صورت ترکیبی از جایگشت‌ها مشخص شوند. [۱۸] با در نظر گرفتن ماشین انیگما ارتش/نیروی هوایی آلمان با سه روتور، فرض کنید P نشان‌دهندهٔ تبدیلات صفحه سیم‌کشی شده، U نشان‌دهندهٔ تبدیلات بازتاب‌دهنده، و L و M و R به ترتیب نشان‌دهندهٔ تبدیلات چرخ‌دنده‌های سمت چپ، وسط، و سمت راست باشند. در این صورت قاعدهٔ رمزگذاری E می‌تواند به صورت زیر بیان شود:
{\displaystyle {\displaystyle E=PRMLUL^{-1}M^{-1}R^{-1}P^{-1}.}}
بعد از فشار داده شدن هر کلید، روتورها می‌چرخیدند و تبدیلات را تغییر می‌دادند. برای مثال، اگر روتور سمت چپ، یعنی R به اندازهٔ n موقعیت بچرخد، تبدیل به این صورت خواهد بود:
{\displaystyle {\displaystyle \rho ^{n}R\rho ^{-n},}}
که در آن ρ نشان‌دهندهٔ جایگشت چرخشی است، که حرف A را به B و حرف B را به C نگاشت می‌دهد و به همیت ترتیب الی آخر. به صورت مشابه، روتورهای وسط و سمت چپ را می‌توان چرخش j تایی و k تایی M و L در نظر گرفت. در این حالت تبدیل رمزگذاری می‌تواند به صورت زیر بیان شود:
{\displaystyle {\displaystyle E=P\left(\rho ^{n}R\rho ^{-n}\right)\left(\rho ^{j}M\rho ^{-j}\right)\left(\rho ^{k}L\rho ^{-k}\right)U\left(\rho ^{k}L^{-1}\rho ^{-k}\right)\left(\rho ^{j}M^{-1}\rho ^{-j}\right)\left(\rho ^{n}R^{-1}\rho ^{-n}\right)P^{-1}.}}
با ترکیب ۳ روتور از یک مجموعهٔ ۵ تایی، که هر کدام از روتورها ۲۶ وضعیت ممکن دارند، و یک صفحه پلاگین که ۱۰ جفت حرف آن متصل شده‌اند، ماشین انیگمای ارتش می‌توانست ۱۵۵٬۹۶۲٬۵۵۵٬۲۱۷٬۸۲۶٬۳۶۰٬۰۰۰ تنظیمات مختلف داشته باشد (تقریباً ۱۵۹ کوینتیلیون یا ۶۷ بیت). [۱۹]
محاسبات به صورت زیر است:
(5x4x3) x (26^3) x [26! / (۶! x 10! x 2^10)] = ۱۵۸٬۹۶۲٬۵۵۵٬۲۱۷٬۸۲۶٬۳۶۰٬۰۰۰ ≈ 267.1

## عملیات

### عملیات پایه‌ای
یک متن به اپراتور آلمانی انیگما داده می‌شد که رمز کند. بعد از آماده‌سازی ماشین، او متن را بر روی صفحه‌کلید انیگما تایپ می‌کرد. برای هر حرفی که تایپ می‌شد، یک لامپ روشن می‌شد که حرف متفاوتی را نشان می‌داد. این حرف متفاوت با توجه به یک جانشینی شبه‌تصادفی انتخاب می‌شد که توسط مسیرهای الکتریکی درون ماشین تعیین می‌شد. حرفی که لامپ نشان می‌داد، معمولاً توسط اپراتور دیگری به عنوان حرف رمزشده ثبت می‌شد. این عمل فشار دادن کلید، یک یا چند روتور را هم جابه‌جا می‌کرد و به این ترتیب کلید بعدی که فشار داده می‌شد از یک مسیر الکتریکی دیگر استفاده می‌کرد و بنابراین حتی در صورت وارد کردن حرف یکسان با حالت قبل، جانشینی متفاوتی انجام می‌شد. با هر بار فشردن کلید حداقل روتور سمت راست یک چرخش داشت و احتمال چرخش دو روتور دیگر کمتر بود و این منجر می‌شد که یک الفبای جانشینی متفاوت برای هر حرف پیام به کار گرفته شود. این فرایند تا تکمیل شدن تمام پیام ادامه پیدا می‌کرد. متن رمزشدهٔ ثبت‌شده توسط اپراتور دوم، معمولاً از طریق رادیو و با استفاده از کد مورس برای اپراتور ماشین انیگمای دیگری مخابره می‌شد. این اپراتور متن رمزشده را تایپ می‌کرد و تا زمانی که تنظیمات ماشین رمزگشا دقیقاً مانند تنظیمات ماشین رمزگذار بود، برای هر فشار کلید، جانشینی معکوس رخ می‌داد و پیام اصلی نمایان می‌شد.

### جزئیات

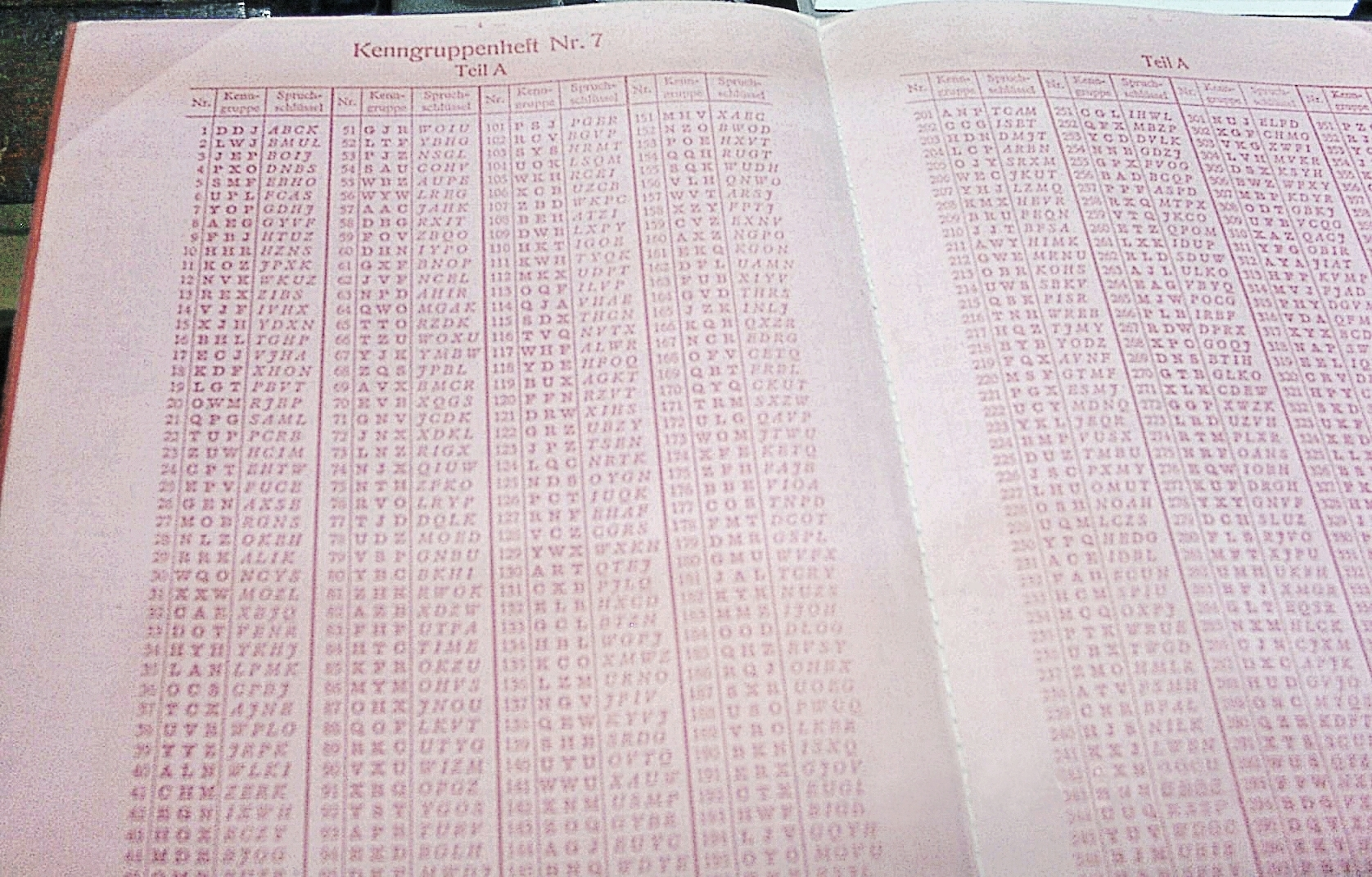
کنگروپنهفت آلمانی (یک کتاب کد زیردریایی با کدهای کلیدی دسته‌بندی‌شده)

در عمل، انیگما به لیستی از تنظیمات کلید روزانه و اسناد کمکی نیاز داشت. در ارتش آلمان، ارتباطات به شبکه‌های جداگانه تقسیم می‌شد که هر کدام از تنظیمات متفاوتی استفاده می‌کردند. این شبکه‌های ارتباطی در پارک بلچلی(Bletchley Park)، «کلیدها» نامگذاری شدند و به آنها نام‌ها کدگذاری‌شده مانند قرمز، سهره و کوسه داده شد. به هر واحد عملیاتی در یک شبکه، فهرست تنظیمات یکسانی برای انیگما داده می‌شد که برای مدت زمان محدودی معتبر بود. روندها برای انیگمای نیروی دریایی نسبت به سرویس‌های دیگر و کتاب‌های کد کمکی به کار گرفته شده، پیچیده‌تر و امن‌تر بود. کتاب کدهای نیروی دریایی با جوهر قرمز محلول در آب بر روی کاغذ صورتی چاپ می‌شدند تا در صورتی که در خطر باشند یا کشتی غرق شد به راحتی نابود شوند.
تنظیمات یک ماشین انیگما (به زبان مدرن، کلید رمزنگاری؛ به آلمانی Schlὔssel) هر جنبهٔ قابل تنظیم توسط اپراتور از ماشین را مشخص می‌کردند:
- ترتیب چرخ‌ها (Walzenlage) – انتخاب روتورها و ترتیب قرارگیری آنها.
- تنظیمات حلقه‌ها (Ringstellung) – مکان هر حلقهٔ الفبا نسبت به سیم‌بندی روتور.
- اتصالات سیم‌ها (Steckerverbindungen) – جفت حرف‌های صفحه پلاگین که به هم متصل شده‌اند.
- در نسخه‌های جدیدتر، سیم‌بندی بازتاب‌دهنده‌های قابل تنظیم.
- موقعیت اولیهٔ روتورها (Grundstellung) – که توسط اپراتور انتخاب می‌شود و باید برای هر پیام متفاوت باشد.

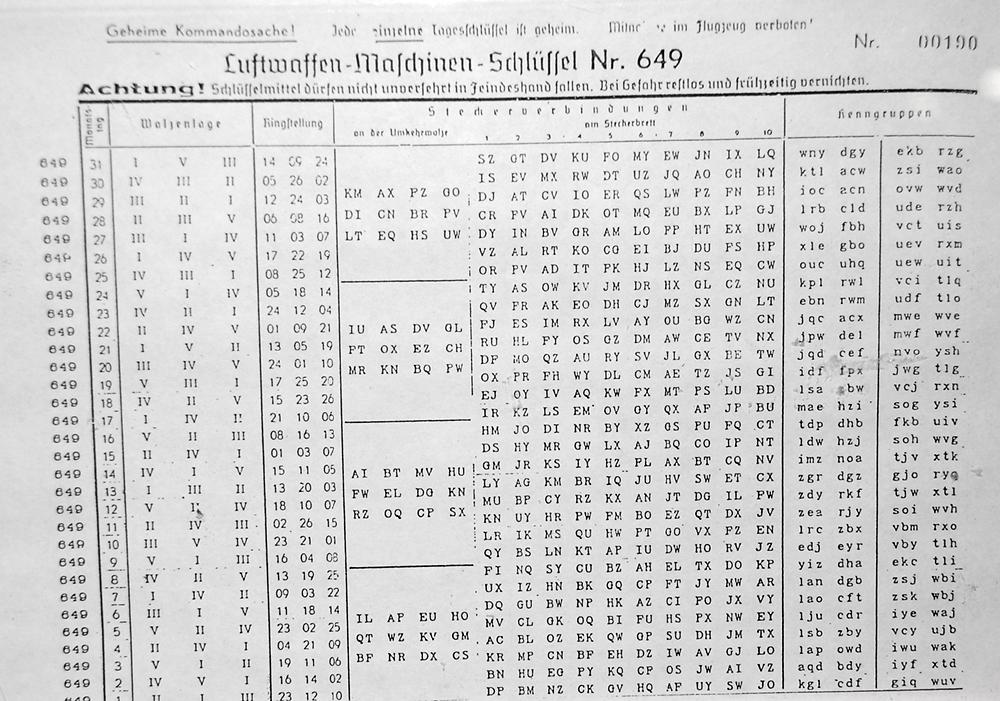
فهرست کلید ماهیانه شمارهٔ ۶۴۹ مربوط به ماشین انیگمای نیروی هوایی آلمان، شامل وضعیت‌های بازتاب‌دهنده‌های قابل تنظیم (که هر هشت روز یک بار تغییر داده می‌شدند)

برای رمزگذاری و رمزگشایی درست یک پیام، باید فرستنده و گیرنده ماشین انیگمایشان را در وضعیت یکسان قرار دهند؛ انتخاب روتورها و ترتیبشان، مکان حلقه‌ها، اتصالات صفحهٔ پلاگین و موقعیت اولیهٔ روتورها باید کاملاً یکسان باشد. تمام این تنظیمات، به جز موقعیت اولیهٔ روتورها از پیش مشخص بودند و در لیست کلیدها توزیع شده و روز به روز تغییر می‌کردند. برای مثال، تنظیمات برای روز هجدهم ماه در ماشین انیگمای شمارهٔ ۶۴۹ لوفت‌واف در زیر آمده‌است (تصویر را ببینید):
- ترتیب چرخ‌ها: IV, II, V
- وضعیت حلقه‌ها: ۱۵, ۲۳, ۲۶
- اتصالات سیم‌های صفحه پلاگین: EJ OY IV AQ KW FX MT PS LU BD
- سیم‌بندی‌های بازتاب‌دهنده‌های قابل تنظیم: IU AS DV GL FT OX EZ CH MR KN BQ PW
- گروه‌های نشانگر: lsa zbw vcj rxn

انیگما طوری طراحی شده بود که حتی در صورتی که دشمن سیم‌بندی روتورها را بداند امن باشد، هر چند در عمل تلاش قابل توجهی برای حفاظت از ساختارهای سیم‌بندی انجام می‌شد. اگر سیم‌بندی مخفی باشد، تعداد تمام حالت‌های ممکن حدود 3 x 10114 محاسبه شده‌است (تقریباً ۳۸۰ بیت)؛ با دانستن سیم‌بندی‌ها و سایر قیدهای عملیاتی، این عدد به حدود 1023 (۷۶ بیت) کاهش پیدا می‌کند. به دلیل تعداد زیاد حالات، کاربران انیگما از امنیت آن مطمئن بودند؛ همچنین برای یک حمله‌کننده ممکن نبود که از حمله بروت فورس(Brute-Force Attack) استفاده کند (به دلیل تعداد زیاد حالات).

### نشانگر
همچنین مشاهده کنید: Cryptanalysis § Indicator
بخش زیادی از کلید برای مدت زمان مشخصی، معمولاً یک روز، بدون تغییر باقی می‌ماند. برای هر پیام موقعیت اولیه متفاوتی برای روترها به کار می‌رفت. این مفهوم، معادل بردار اولیه در رمزنگاری مدرن است. دلیل این کار این است که اگر چند پیام را با تنظیمات یکسان یا تقریباً یکسان رمز کنیم (که در رمزنگاری اصطلاحاً در عمق بودن نامیده می‌شود)، حمله با روش‌های تحلیل آماری مانند اندیس تلاقی فریدمن (Friedman’s Index of Coincidence) ممکن می‌شود [۲۱]. وضعیت اولیهٔ روتورها دقیقاً قبل از متن رمزشده ارسال می‌شد. روش دقیق به کار رفته، فرایند نشانگر نامیده می‌شد. ضعف طراحی و سهل‌انگاری اپراتور در این روش، دو عاملی بودند که شکستن انیگما را ممکن می‌کردند.
یکی از اولین روش‌های نشانگر برای انیگما از نظر رمزنگاری ایراد داشت که به رمزنگاران لهستانی اجازه داد که اولین حملات موفق را به انیگما انجام دهند. این فرایند مستلزم این بود که اپراتور ماشین را با توجه به تنظیمات مخفی تنظیم کند که تمام اپراتورهای در یک شبکه به این تنظیمات دسترسی داشتند. تنظیمات شامل یک موقعیت اولیه برای روتورها بود (Grundstellung) مانند AOH. اپراتور روتورها را می‌چرخاند تا AOH از طریق دریچه‌ها دیده شود. در همین زمان، اپراتور از تنظیمات اولیهٔ دلخواه برای پیامی که می‌خواست بفرستد استفاده می‌کرد. ممکن بود که اپراتور EIN را انتخاب کند و این به تنظیمات پیام برای آن مرحلهٔ رمزگذاری تبدیل می‌شد. سپس اپراتور دوبار EIN را در ماشین تایپ می‌کرد، که این عمل نشانگر رمزشده را تولید می‌کرد، برای مثال XHTLOA. سپس این متن مخابره می‌شد، که در این مرحله اپراتور باید چرخ‌دنده‌ها را به تنظیمات پیام بازمی‌گرداند، که در این مثال EIN است و سپس متن اصلی پیام را تایپ می‌کرد.

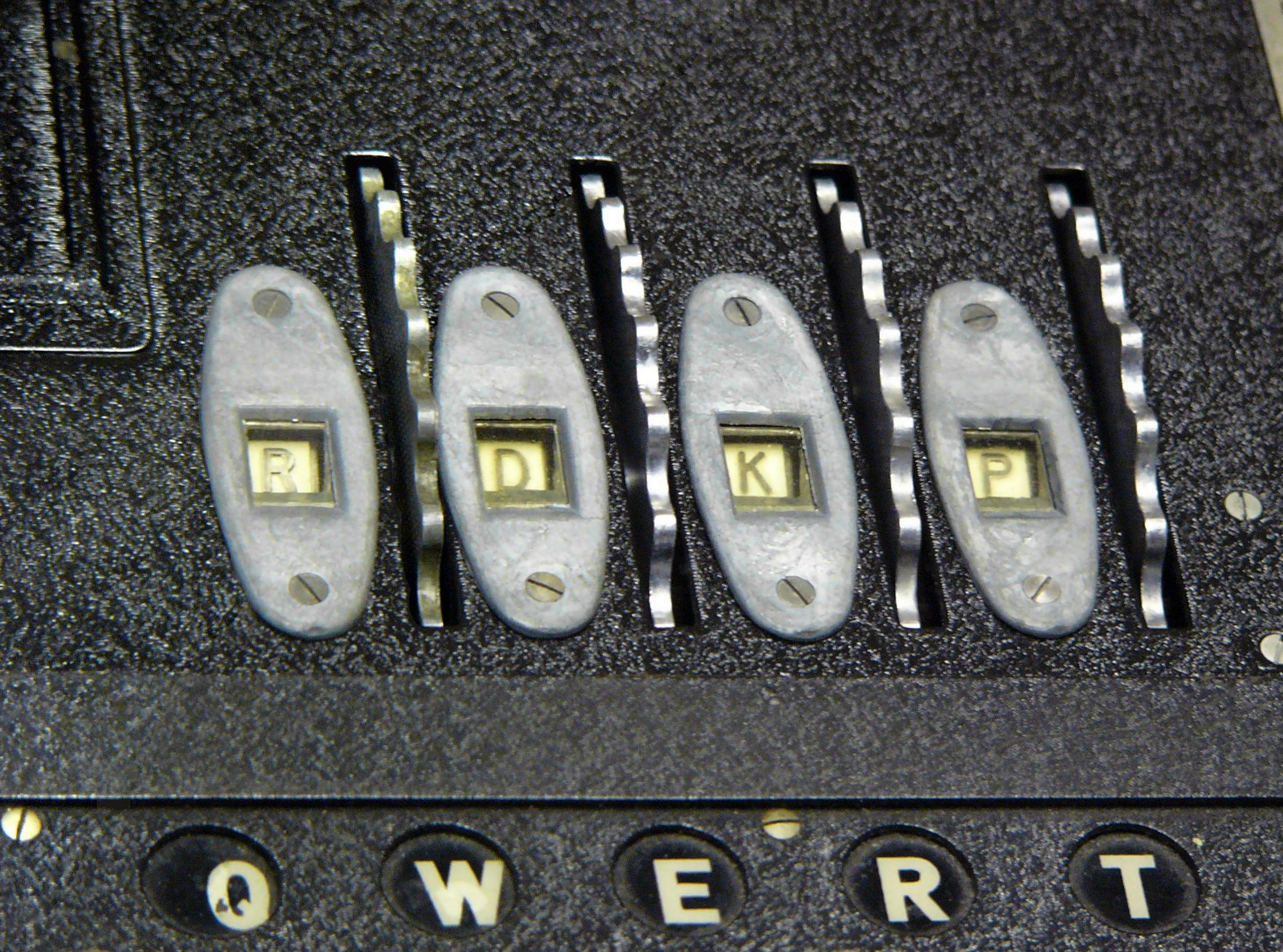
شکل ۲. با بستن سرپوش داخلی، انیگما آماده به کار بود. چرخ‌دنده‌های قابل لمس روتور کمی از سرپوش جلوتر آمده بودند، که به اپراتور این امکان را می‌داد که وضعیت روتورها را تنظیم کند و آنها را در وضعیت فعلی قرار دهد که در اینجا RDKP است. این وضعیت از طریق چند دریچه برای اپراتور قابل رویت بود.

در سمت گیرنده، اپراتور ماشین را در وضعیت اولیه قرار می‌داد (AOH) و شش حرف اول پیام را تایپ می‌کرد (XHTLOA). در این مثال، EINEIN بر روی لامپ‌ها نمایان می‌شد، و به این وسیله اپراتور تنظیمات پیامی که فرستنده برای رمز کردن پیام به کار برده بود را می‌فهمید. اپراتور گیرنده، روتورهایش را بر روی EIN تنظیم می‌کرد، بقیهٔ متن رمزشده را تایپ می‌کرد و به متن اصلی می‌رسید.
روش نشانگر دو ضعف داشت. اول اینکه استفاده از تنظیمات اولیهٔ سراسری (Grundstellung) به این معنی بود که تمام کلیدهای پیام از یک جانشینی چند الفبایی مشابه استفاده می‌کردند. در فرایندهای نشانگر بعدی، اپراتور وضعیت اولیه را برای رمزگذاری نشانگر انتخاب می‌کرد و هنگامی که اوضاع امن بود تنظیمات اولیه را ارسال می‌کرد. مشکل دوم، تکرار نشانگرها بود، که یک ضعف عمدهٔ امنیتی بود. تنظیمات پیام دو بار کد می‌شد که باعث رابطه بین حرف اول و چهارم، دوم و پنجم، و سوم و ششم می‌شد. این ضعف‌های امنیتی به دفتر رمزنگاری لهستان اجازه داد که سیستم انیگمای قبل از جنگ را در سال ۱۹۳۲ بشکند. تحلیل‌گران رمز آلمانی فرایند نشانگر اولیه را «روش نشانگر پرخطا» توصیف کردند. [۲۲]
در طول جنگ‌جهانی دوم، کتاب‌های کد هر روز فقط برای تنظیم روتورها، حلقه‌ها و صفحه پلاگین به کار می‌رفتند. برای هر پیام، اپراتور یک وضعیت اولیهٔ تصادفی انتخاب می‌کرد. برای مثال، WZA و یک کلید پیام تصادفی مانند SXT. سپس روتورها را می‌چرخاند تا به وضعیت WZA برسد سپس کلید پیام SXT)) را رمز می‌کرد. فرض کنید نتیجه UHL بود. در این صورت اپراتور کلید پیام یعنی SXT را به عنوان وضعیت اولیه تنظیم می‌کرد و پیام را رمزگذاری می‌کرد. سپس تنظیمات اولیه یعنی WZA و کلید رمزشده یعنی UHL و بعد از آن متن رمزشده را ارسال می‌کرد. گیرنده وضعیت اولیه روتورها را با توجه به سه‌تایی اولیه یعنی WZA تنظیم می‌کرد و سه‌تایی بعدی(UHL) را رمزگشایی می‌کرد تا توسط حاصل آن(SXT) متن رمزگذاری شده را رمزگشایی کند. با این روش، تمام وضعیت‌های اولیه متفاوت بودند و فرایند جدید مشکل دوبار رمز شدن تنظیمات پیام را نداشت. [۲۳]
این روش فقط توسط ورماخت(Wehrmacht) و لوفت‌واف به کار می‌رفت. روش کریگزمارین(Kriegsmarine) برای ارسال پیام به وسیلهٔ انیگما بسیار پیچیده‌تر و سخت‌تر بود. قبل از رمزگذاری پیام با استفاده از کتاب کد کارزیگنالهفت (Kurzsignalheft) کد می‌شد. کارزیگنالهفت شامل جدول‌هایی برای تبدیل جملات به گروه‌های چهارحرفی بود. انتخاب‌های بسیاری وجود داشت، برای مثال، مسائل لجستیکی مانند سوخت‌گیری و بارگیری کشتی‌های تأمین مواد، فهرست موقعیت‌ها و صفحات مختصات، نام بنادر، کشورها، تسلیحات، وضعیت آب و هوا، موقعیت مکانی دشمن و کشتی‌ها، و جدول‌های تاریخ و زمان. کتاب کد دیگری شامل کنگروپن (Kenngruppen) و اشپروشلوسل(Spruchschlὔssel) بود: تشخیص کلید و کلید پیام.

### جزئیات بیشتر
ماشین انیگمای ارتش فقط از ۲۶ حرف الفبا استفاده می‌کرد. نشانه‌گذاری‌ها با ترکیبات کم‌تکرار کاراکترها جایگزین می‌شد. فاصله یا حذف می‌شد یا با X جایگزین می‌شد. X عموماً برای توقف کامل پیام استفاده می‌شد.
بعضی از نشانه‌گذاری‌ها در سایر بخش‌های ارتش متفاوت بودند. ورماخت از ZZ به جای ویرگول و از FRAGE یا FRAQ به جای علامت سؤال استفاده می‌کرد.
کریگزمارین ویرگول را با Y و علامت سؤال را با UD جایگزین می‌کرد. ترکیب CH، مانند «آخت(Acht)» (هشت) یا «ریختانگ(Richtung)» (جهت)، با Q جایگزین می‌شد (AQT و RIQTUNG). دو، سه و چهار عدد صفر، با CENTA, MILLE و MYRIA جایگزین می‌شدند.
ورماخت و لوفت‌واف پیام‌ها در دسته‌های پنج کاراکتری ارسال می‌کردند.
کریگزمارین که از انیگمای با چهار روتور استفاده می‌کرد، دسته‌های چهار کاراکتری داشت. نام‌ها و کلمات پرتکرار تا جای ممکن تغییر می‌کردند. کلماتی مانند Minensuchboot (مین جمع کن) را می‌شد به صورت MINENSUCHBOOT, MINBOOT, MMMBOOT یا MMM354 نوشت. برای سخت‌تر کردن تحلیل رمز، پیام‌ها به ۲۵۰ کاراکتر محدود می‌شدند. پیام‌های طولانی‌تر به بخش‌های متعدد تقسیم می‌شدند که هر کدام از کلید متفاوت استفاده می‌کردند[۲۵][۲۶]

### مثالی از فرایند کدگذاری
جایگزینی کاراکترها توسط انیگما را می‌شد به صورت رشته‌ای از حروف که هر مکان آن با کاراکتری که جایگزین کاراکتر متناظر در الفبا خواهد شد پر می‌شود، توصیف کرد. برای مثال، ماشینی که A را با L و B را با U و C را با S و… Z را با J جایگزین می‌کرد را می‌شد به صورت زیر توصیف کرد:
```
LUSHQOXDMZNAIKFREPCYBWVGTJ

```

و کدگذاری یک کاراکتر خاص به وسیلهٔ این تنظیمات می‌توانست به صورت زیر نمایش داده شود:
```
D> LUS (H) LUSHQOXDMZNAIKFREPCYBWVGTJ

```

از آنجا که عملیات کدگذاری پیام توسط انیگما دنباله‌ای از این تنظیمات بود که هر کدام مربوط به یکی از کاراکترهای در حال رمز نگاری بودند، دنباله‌ای از این نمایش‌ها برای نمایش کل فرایند کدگذاری یک پیام به کار می‌رفت. برای مثال، فرایند کدگذاری اولین جمله از پیام معروف nitzὃD به صورت زیر بود:
```
RBBF PMHP HGCZ XTDY GAHG UFXG EWKB LKGJ

```

و می‌شد آن را به صورت زیر نمایش داد:
```
0001 F> KGWNT(R)BLQPAHYDVJIFXEZOCSMU CDTK 25 15 16 26
0002 O> UORYTQSLWXZHNM(B)VFCGEAPIJDK CDTL 25 15 16 01
0003 L> HLNRSKJAMGF(B)ICUQPDEYOZXWTV CDTM 25 15 16 02
0004 G> KPTXIG(F)MESAUHYQBOVJCLRZDNW CDUN 25 15 17 03
0005 E> XDYB(P)WOSMUZRIQGENLHVJTFACK CDUO 25 15 17 04
0006 N> DLIAJUOVCEXBN(M)GQPWZYFHRKTS CDUP 25 15 17 05
0007 D> LUS(H)QOXDMZNAIKFREPCYBWVGTJ CDUQ 25 15 17 06
0008 E> JKGO(P)TCIHABRNMDEYLZFXWVUQS CDUR 25 15 17 07
0009 S> GCBUZRASYXVMLPQNOF(H)WDKTJIE CDUS 25 15 17 08
0010 I> XPJUOWIY(G)CVRTQEBNLZMDKFAHS CDUT 25 15 17 09
0011 S> DISAUYOMBPNTHKGJRQ(C)LEZXWFV CDUU 25 15 17 10
0012 T> FJLVQAKXNBGCPIRMEOY(Z)WDUHST CDUV 25 15 17 11
0013 S> KTJUQONPZCAMLGFHEW(X)BDYRSVI CDUW 25 15 17 12
0014 O> ZQXUVGFNWRLKPH(T)MBJYODEICSA CDUX 25 15 17 13
0015 F> XJWFR(D)ZSQBLKTVPOIEHMYNCAUG CDUY 25 15 17 14
0016 O> FSKTJARXPECNUL(Y)IZGBDMWVHOQ CDUZ 25 15 17 15
0017 R> CEAKBMRYUVDNFLTXW(G)ZOIJQPHS CDVA 25 15 18 16
0018 T> TLJRVQHGUCXBZYSWFDO(A)IEPKNM CDVB 25 15 18 17
0019 B> Y(H)LPGTEBKWICSVUDRQMFONJZAX CDVC 25 15 18 18
0020 E> KRUL(G)JEWNFADVIPOYBXZCMHSQT CDVD 25 15 18 19
0021 K> RCBPQMVZXY(U)OFSLDEANWKGTIJH CDVE 25 15 18 20
0022 A> (F)CBJQAWTVDYNXLUSEZPHOIGMKR CDVF 25 15 18 21
0023 N> VFTQSBPORUZWY(X)HGDIECJALNMK CDVG 25 15 18 22
0024 N> JSRHFENDUAZYQ(G)XTMCBPIWVOLK CDVH 25 15 18 23
0025 T> RCBUTXVZJINQPKWMLAY(E)DGOFSH CDVI 25 15 18 24
0026 Z> URFXNCMYLVPIGESKTBOQAJZDH(W) CDVJ 25 15 18 25
0027 U> JIOZFEWMBAUSHPCNRQLV(K)TGYXD CDVK 25 15 18 26
0028 G> ZGVRKO(B)XLNEIWJFUSDQYPCMHTA CDVL 25 15 18 01
0029 E> RMJV(L)YQZKCIEBONUGAWXPDSTFH CDVM 25 15 18 02
0030 B> G(K)QRFEANZPBMLHVJCDUXSOYTWI CDWN 25 15 19 03
0031 E> YMZT(G)VEKQOHPBSJLIUNDRFXWAC CDWO 25 15 19 04
0032 N> PDSBTIUQFNOVW(J)KAHZCEGLMYXR CDWP 25 15 19 05

```

که در آن حروفی که بعد از نگاشت می‌آمدند، حروفی بودند که در آن مرحله در دریچه‌ها ظاهر می‌شدند (تنها تغییراتی که توسط اپراتور قابل مشاهده بود) و اعداد موقعیت فیزیکی هر روتور را نشان می‌داند.

نگاشت حروف برای یک تنظیمات خاص ماشین نتیجهٔ مجموعه‌ای از نگاشت‌ها بود که در هر جزء ماشین اعمال می‌شدند: حرف کدشده‌ای که از فرایند کدگذاری در یک بخش ماشین به دست می‌آمد به عنوان ورودی برای بخش دیگر ماشین به کار می‌رفت. برای مثال، گام چهارم در فرایند کدگذاری بالا را می‌توان باز کرد و نشان داد که هر کدام از این مراحل از نمایش یکسانی برای نگاشت و حروف کدشده استفاده می‌کردند:

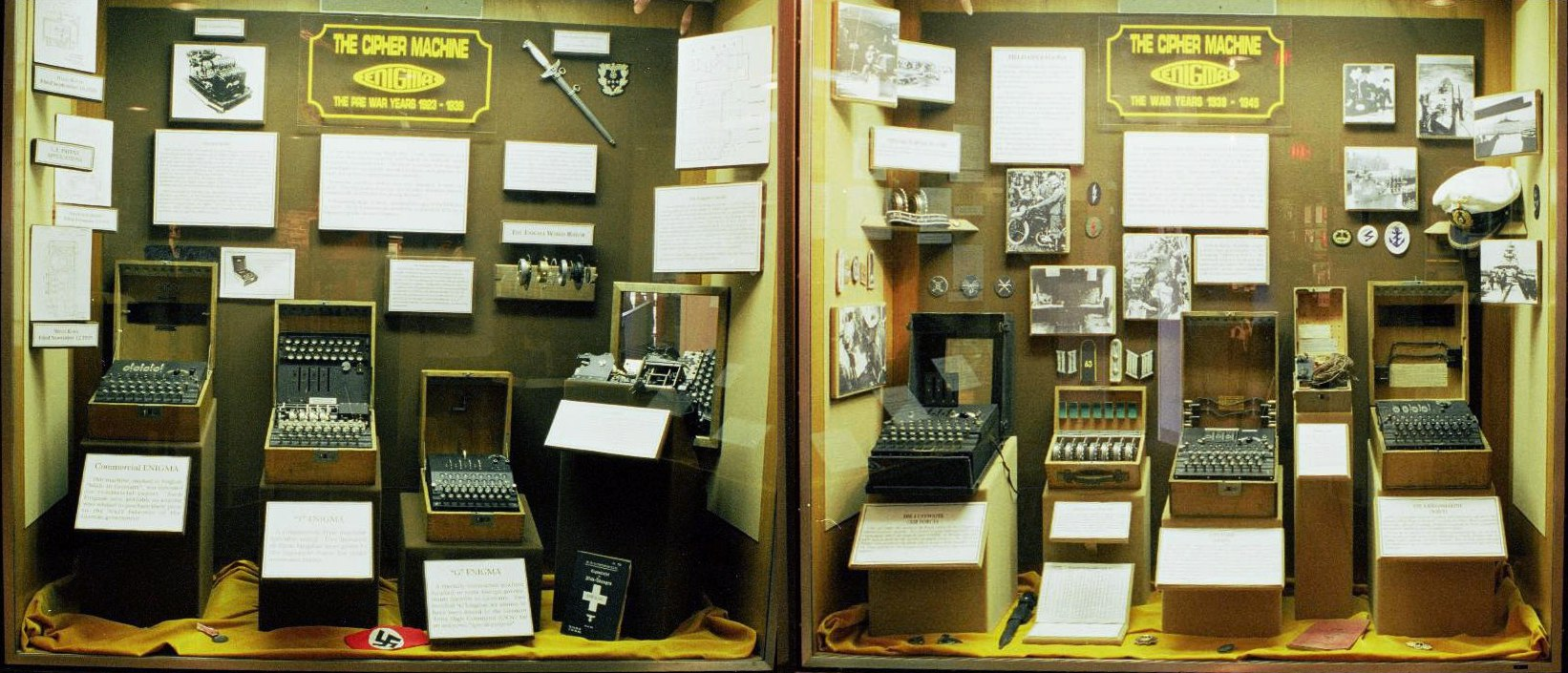
مجموعه‌ای از هفت ماشین انیگما و پارافرنالیا که در موزهٔ رمزشناسی ملی آمریکا نمایش داده شد. از سمت چپ به راست، مدل‌ها عبارتند از: ۱) انیگمای تجاری؛ ۲) انیگمای T؛ ۳) انیگمای G؛ ۴) نامشخص؛ ۵) انیگمای لوفت‌واف (نیروی هوایی)؛ ۶) انیگمای هیر (- Heerارتش)؛ ۷) انیگمای کرینگزمارین (نیروی هوایی)

```
G> ABCDEF(G)HIJKLMNOPQRSTUVWXYZ
   P EFMQAB(G)UINKXCJORDPZTHWVLYS         AE.BF.CM.DQ.HU.JN.LX.PR.SZ.VW
   1 OFRJVM(A)ZHQNBXPYKCULGSWETDI  N  03  VIII
   2 (N)UKCHVSMDGTZQFYEWPIALOXRJB  U  17  VI
   3 XJMIYVCARQOWH(L)NDSUFKGBEPZT  D  15  V
   4 QUNGALXEPKZ(Y)RDSOFTVCMBIHWJ  C  25  β
   R RDOBJNTKVEHMLFCWZAXGYIPS(U)Q         c
   4 EVTNHQDXWZJFUCPIAMOR(B)SYGLK         β
   3 H(V)GPWSUMDBTNCOKXJIQZRFLAEY         V
   2 TZDIPNJESYCUHAVRMXGKB(F)QWOL         VI
   1 GLQYW(B)TIZDPSFKANJCUXREVMOH         VIII
   P E(F)MQABGUINKXCJORDPZTHWVLYS         AE.BF.CM.DQ.HU.JN.LX.PR.SZ.VW
 F <KPTXIG(F)MESAUHYQBOVJCLRZDNW

```

در اینجا کدگذاری با اولین «نگاشت» که نمایانگر صفحه کلید بود شروع می‌شد (که تأثیری نداشت)، و بعد از آن نگاشت توسط صفحهٔ سیم‌بندی‌شده با AE.BF.CM.DQ.HU.JN.LX.PR.SZ.VW انجام می‌شد، که بر روی G اثری نداشت، سپس روتور هشتم در مکان ۳ وارد کار می‌شد که G را به A نگاشت می‌کرد. بعد از آن روتور ششم در مکان ۱۷، A را به N تبدیل می‌کرد و در نهایت صفحهٔ سیم‌بندی که B را به F نگاشت می‌کرد، نگاشت کلی را تولید می‌کرد و گام آخر به این صورت نمایش داده می‌شد: G به F.

### مدل‌ها
خانوادهٔ انیگما شامل طراحی‌های مختلفی بود. اولین مدل‌ها تجاری بودند و مربوط به اوایل دههٔ ۲۰ میلادی بودند. در اواسط دههٔ ۲۰، ارتش آلمان از انیگما برای تغییرات امنیتی استفاده کرد. کشورهای مختلف از این طراحی برای ماشین‌های رمزشان استفاده کردند. تخمین زده شده که حدود ۱۰۰٬۰۰۰ ماشین انیگما ساخته شده‌است. بعد از جنگ‌جهانی دوم، متفقین ماشین‌های انیگمایی که به غنیمت گرفته بودند را فروختند که هنوز در کشورهای در حال توسعه امن محسوب می‌شدند.

### انیگمای تجاری
در ۲۳ فوریهٔ ۱۹۱۸، آرتور شربیوس نمونهٔ اولیه از یک ماشین رمزنگاری ارائه کرد که از روتور استفاده می‌کرد. شربیوس و ای. ریچارد ریتر، شرکت شربیوس و ریتر را تأسیس کردند. آنها نمونه‌شان را به نیروی دریایی آلمان و وزارت امور خارجه پیشنهاد دادند، اما هیچ‌کدام نپذیرفتند. در نتیجه شربیوس و ریتر امتیاز اختراعشان را به Gewerkschaft Securita اعطا کردند که شرکت Chiffriermaschinen Aktien-Gesellschaft (کمپانی ماشین‌های رمز) را در ۹ ژوئیه ۱۹۲۳ تأسیس کرد. شربیوس و ریتر عضو هیئت مدیره بودند.

## انیگمای مدل A (1923)
کمپانی Chiffriermaschinen AG شروع به تبلیغ یک ماشین روتوری کرد، انیگمای مدل A، که در کنگرهٔ اتحادیهٔ پست بین‌المللی۴ در سال ۱۹۲۴ به نمایش گذاشته شد. این ماشین بسیار سنگین بود و شامل یک ماشین تایپ بود. ابعاد این ماشین 65 x 45 x ۳۸ سانتی‌متر و وزن آن در حدود ۵۰ کیلوگرم (۱۱۰ پوند) بود.

## انیگمای مدل B (1924)
در سال ۱۹۲۴، انیگمای مدل B معرفی شد که دارای ساختار مشابهی بود. اگرچه هر دو مدل A و B انیگما نام داشتند، اما هیچ شباهتی به نسخه‌های بعدی نداشتند. آنها نه تنها اندازه و شکل فیزیکی متفاوت داشتند، بلکه از لحاظ رمزنگاری هم متفاوت بودند.

## انیگمای مدل C (1926)
بازتاب‌دهنده‌ای که توسط همکار شربیوس، ویلی کورن(Willi Korn) پیشنهاد شد، در انیگمای مدل C در سال ۱۹۲۶ معرفی شد.
مدل C نسبت به مدل‌های قبلی، کوچکتر و قابل حمل‌تر بود. این مدل شامل دستگاه تایپ نبود و بر اپراتور تکیه داشت؛ بنابراین نام غیررسمی «انیگمای درخشان» به آن داده شده بود که این مدل را از مدل‌های A و B متمایز کند.انیگمای مدل D (1927)
انیگمای مدل C به سرعت راه را برای انیگمای مدل D باز کرد. این نسخه به صورت گسترده مورد استفاده قرار گرفته و به سوئد، هلند، بریتانیا، ژاپن، ایتالیا، اسپانیا و ایالات متحده و لهستان صادر می‌شد. در سال ۱۹۲۷، هیو فاس(Hugh Foss) در کالج حکومتی رمز و کد بریتانیا نشان داد که ماشین‌های انیگمای تجاری قابل شکست هستند، به شرط آنکه تجهیزات لازم در دسترس باشند.

## رمز D نیروی دریایی
سایر کشورها هم از ماشین‌های انیگما استفاده می‌کردند. نیروی دریایی ایتالیا از انیگمای تجاری به عنوان «رمز D نیروی دریایی» استفاده می‌کرد. اسپانیایی‌ها هم در طول جنگ داخلی از ماشین‌های انیگمای تجاری استفاده می‌کردند. کدشکنان بریتانیایی موفق به شکست این ماشین‌ها شدند که صفحهٔ سیم‌بندی نداشتند. ماشین‌ها انیگما همچنین برای خدمات دیپلوماتیک به کار می‌رفتند.
انیگمای مدل H (1929)

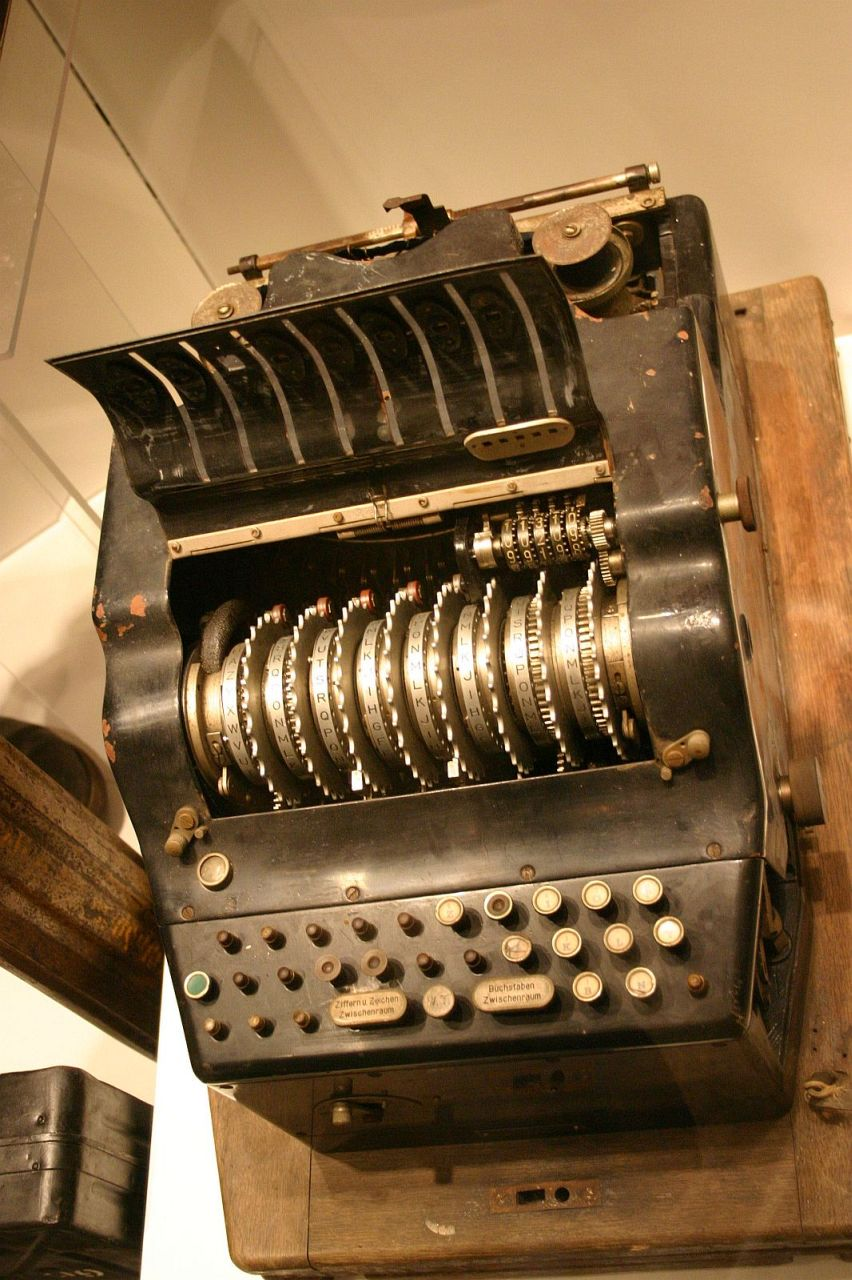
یک ماشین انیگمای ۸ روتوری مدل H (1929)

مدل هشت روتوری بزرگی از انیگما H به نام انیگما II توسط رایشزور(Reichswehr) ساخته شد. در سال ۱۹۳۳، دفتر رمز لهستان تشخیص داد که این ماشین برای مخابرات نظامی سطح بالا مفید می‌تواند واقع شود، اما این ماشین به سرعت منسوخ شد به این دلیل که قابل اطمینان نبود و به وفور خراب می‌شد.

## انیگمای مدل K
سوییس از نسخه‌ای از انیگما به نام مدل K یا Swiss K برای مقاصد نظامی و دیپلماتیک استفاده می‌کرد، که بسیار شبیه انیگمای مدل D بود. کد ماشین توسط لهستان، فرانسه، بریتانیا و ایالات متحده شکسته شد؛ ایالات متحده این کد را INDIGO نامگذاری کرد. انیگمای مدل T، با نام اختصاری Tirpitz، از طرف ژاپنی‌ها استفاده می‌شد.

## تایپکس
وقتی بریتانیایی‌ها اصول کار انیگما را یادگرفتند، مسئلهٔ خودشان را طراحی کردند، تایپکس(Typex)، که آلمانی‌ها آن را غیرقابل حل می‌دانستند.

### انیگمای نظامی
فانکشلوسل C
رایشمارین اولین شاخهٔ نظامی بود که از انیگما استفاده کرد. این نسخه که فانکشلوسل(Funkschlüssel) C نامیده می‌شد (رمز رادیویی C)، در سال ۱۹۲۵ به تولید رسید و در سال ۱۹۲۶ برای خدمات معرفی شد.
صفحه‌کلید و صفحهٔ لامپ‌ها شامل ۲۹ حرف بود (A تا Z، Ö ، Ä و Ü) که بر خلاف ترتیب QWERTZUI، به ترتیب الفبا مرتب شده بودند. روتورها ۲۸ اتصال داشتند به این دلیل که حرف X طوری سیم‌بندی‌شده بود که از روتورها بدون رمزگذاری گذر کند. سه روتور از یک مجموعهٔ پنج تایی انتخاب می‌شدند و بازتاب‌دهنده می‌توانست در یکی از چهار محلی که با δ، γ، β، α نمایش داده می‌شدند، قرار گیرد. این ماشین در ژوئیه ۱۹۳۳ تحت بازنگری جزئی قرار گرفت.

## انیگمای مدل G (1928-1930)
در ۱۵ ژوئیه ۱۹۲۸، ارتش آلمان (Reichswehr) نسخهٔ انحصاری خودشان از ماشین انیگما به نام انیگمای مدل G معرفی کردند.
Abwehr از انیگمای مدل G استفاده کرد (انیگمای Abwehr). این نسخهٔ انیگما یک ماشین با چهار چرخ و چندین شکاف بر روی روتورها بود. این مدل مجهز به یک شمارنده بود که با هر فشار کلید یک واحد افزایش پیدا می‌کرد و به همین دلیل «ماشین شمارنده» یا انیگمای زالورک(Zӓhlwerk) نامیده می‌شد.
انیگمای ورماخت I (1930-1938)

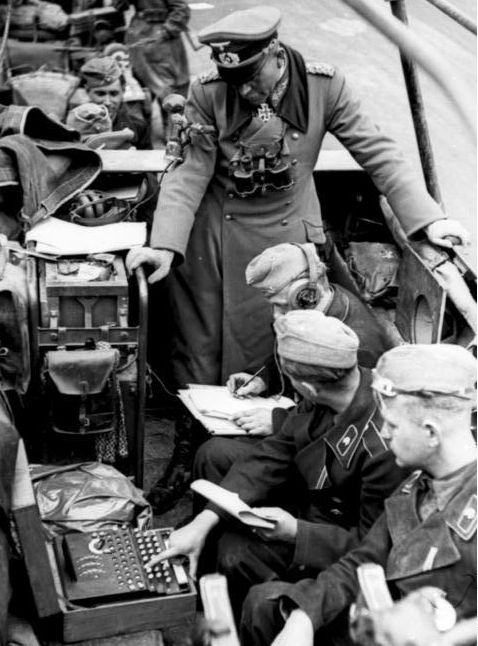
هاینتز گادرین (Heinz Guderian) در نبرد فرانسه، با یک ماشین انیگما. دقت کنید که یک سرباز کلید متن را وارد می‌کند و دیگری نتایج را می‌نویسد

در ژوئن ۱۹۳۰، انیگمای G به انیگما I تبدیل شد. انیگما I به عنوان ورماخت هم شناخته می‌شود و به گستردگی از سوی خدمات نظامی آلمان و سایر سازمان‌های حکومتی (مانند راه‌آهن) قبل و در حین جنگ‌جهانی دوم استفاده می‌شد.
تفاوت اصلی بین انیگما I (نسخهٔ ۱۹۳۰ ارتش آلمان) و مدل‌های تجاری انیگما، اضافه شدن صفحه سیم‌بندی برای جابه‌جایی جفت‌های حروف بود که قدرت رمزنگاری را بسیار افزایش می‌داد.
سایر تفاوت‌ها استفاده از بازتاب‌دهندهٔ ثابت و قرار دادن شکاف‌های پیاپی از بدنهٔ روتور به حلقهٔ حروف متحرک بود. ابعاد ماشین 28 cm x 34 cm x 15 cm (11.0 in x 13.4 in x 5.9 in) و وزن آن حدود ۱۲ کیلوگرم (۲۶ پوند) بود.
در اوت سال ۱۹۳۵، نیروی هوایی، انیگمای ورماخت را برای ارتباطاتش معرفی کرد.

## M3 (1934)
در سال ۱۹۳۰، رایشور پیشنهاد داد که نیروی دریایی از ماشین آنها استفاده کند. دلیل این پیشنهاد، امنیت بالاتر (با استفاده از صفحهٔ اتصالات) و ارتباطات بین شاخه‌ای آسان‌تر بود. رایشمارین در نهایت موافقت کرد و در سال ۱۹۳۴ نسخهٔ نیروی دریایی از انیگمای ارتش به کار گرفته شد که Funkschlussel یا M3 نامیده می‌شد. در حالیکه ارتش در آن زمان فقط از سه روتور استفاده می‌کرد، نیروی دریایی امکان انتخاب سه روتور از بین پنج تا را فراهم کرد.
دو روتور اضافه (۱۹۳۸)

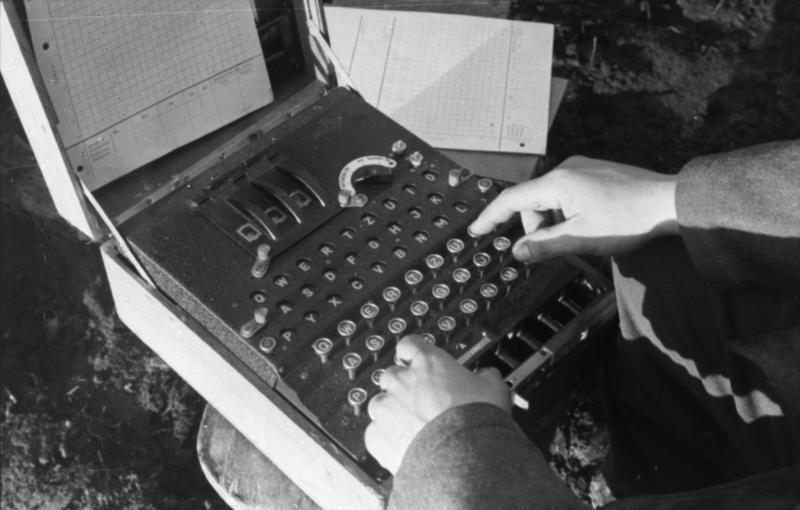
انیگما در حال استفاده در جبههٔ روسیه

در دسامبر ۱۹۳۸، ارتش دو روتور اضافه کرد و به این ترتیب سه روتور از یک مجموعهٔ پنج تایی انتخاب می‌شدند. در سال ۱۹۳۸، نیروی دریایی دو روتور دیگر اضافه کرد و سپس یکی دیگر در سال ۱۹۳۹ اضافه شد که اجازه می‌داد که سه روتور از میان هشت تا انتخاب شوند.

## M4 (1942)
این مرجع را هم ببینید: تحلیل رمز انیگما و M4 (انیگمای نیروی دریایی آلمان با ۴ روتور)
در اول فوریه ۱۹۴۲، یک انیگما با چهار روتور از طرف نیروی دریایی برای زیردریایی‌ها معرفی شد که M4 نام داشت (شبکه به نام تریتون(Triton)، یا کوسه برای متفقین(Shark to the Allies) شناخته می‌شد). با تقسیم بازتاب‌دهنده به ترکیبی از یک بازتاب‌دهندهٔ نازک و یک روتور چهارم نازک، روتور اضافه در همان فضای قبلی جا می‌شد.
تلاش برای شکستن انیگما تا دههٔ ۷۰ آشکار نشد. از آن زمان تاکنون، علاقه به ماشین انیگما افزایش پیدا کرده‌است. ماشین‌های انیگما در موزه‌های سراسر جهان به نمایش عمومی درآمده‌اند، و چندین نسخه از آنها در اختیار گردآورنده‌های خصوصی و علاقه‌مندان به تاریخ کامپیوتر است.
موزهٔ داچسز(Deutsches Museum) در مونیخ هر دو نسخهٔ سه روتوری و چهار روتوری و چندین نسخهٔ غیرنظامی را دارد. ماشین‌های انیگما در مرکز کدهای ملی در پارک بلچلی، دفتر مرکزی مخابرات دولتی، موزهٔ علوم لندن، موزهٔ ارتش لهستان در ورشو، موزهٔ ارتش سوئد در استکهلم، موزهٔ نظامی در کورونای اسپانیا، موزهٔ یادگار صلیب سرخ در نارویک نروژ، موزهٔ توپخانه، مهندسان و سیگنال‌ها در هامینلینای فنلاند، دانشگاه فنی دانمارک در لینگبی دانمارک و موزهٔ یادگار جنگ استرالیا و ادارهٔ سیگنال‌ها در کانبرای استرالیا به نمایش درآمده‌اند. مؤسسهٔ جوزف پیلسودسکی در لندن یک نسخهٔ کمیاب انیگمای لهستانی که در فرانسه مونتاژ شده را به نمایش گذاشته‌است.
در ایالات متحده، ماشین انیگما را می‌توان در موزهٔ تاریخ کامپیوتر در ماونتین ویوی کالیفرنیا و آژانس امنیت ملی در فورت‌مید مریلند دیده می‌شود، که در آنجا بازدیدکنندگان می‌توانند مهارت‌های رمزگذاری و رمزگشایی پیام‌ها را به نمایش بگذارند. دو ماشین که بعد از تصرف U-505 در طول جنگ‌جهانی دوم به غنیمت گرفته شدند، به همراه یک زیردریایی موزهٔ علم و صنعت در شیکاگو، ایلینویز. یک ماشین با چهار روتور در سالن آنزوس(Anzus) در طبقهٔ دوم پنتاگون، در حلقه‌ای بین راهروهای ۹ و ۱۰ به نمایش درآمده است. این ماشین از استرالیا قرض گرفته شده‌است. آکادمی نیروی هوایی در کلرادو اسپرینگز، یک ماشین انیگما را در دپارتمان علوم کامپیوتر در معرض تماشا گذاشته‌است. یک ماشین در موزهٔ ملی جنگ‌جهانی دوم در نیواورلیانز قرار دارد. موزهٔ ملی جنگ‌جهانی دوم در نزدیکی بوستون، هفت ماشین انیگما، از جمله مدل چهار روتوری زیردریایی، یکی از سه مدل باقیمانده از ماشین انیگما با یک چاپگر، یکی از نمونه‌ای کمیاب از ماشین‌های با ده روتور، یک نمونه که توسط ارتش آلمان نابود شده و دو انیگمای سه روتوری را در اختیار دارد که بازدیدکننده‌ای می‌توانند با آنها پیام‌ها را کدگذاری و کدگشایی کنند.
در کانادا، یک ماشین انیگمای مدل K ارتش سوییس در کالگری آلبرتا قرار دارد. این ماشین در موزهٔ نیروی دریایی در آلبرتا که داخل موزهٔ نظامی کالگری قرار دارد به نمایش دائمی گذاشته شده‌است. یک ماشین انیگما با چهار روتور در موزهٔ مخابرات و الکترونیک نظامی در مرکز نیروهای نظامی کانادا در کینگستون اونتاریو در معرض نمایش است.
گاهی ماشین‌های انیگما در حراجی‌ها به فروش می‌رسند؛ قیمت این ماشین‌ها در سال‌های اخیر بین ۴۰٬۰۰۰ دلار آمریکا تا ۵۴۷٬۵۰۰۰ دلار آمریکا در سال ۲۰۱۷ بوده‌است. نسخه‌های کپی در شکل‌های مختلف وکود دارند، مانند یک کپی دقیق از مدل M4 نیروی دریایی، یک انیگما که به صورت الکترونیکی پیاده‌سازی شده‌است (انیگمای مدل E)، و نمونه‌های شبیه‌سازی‌شدهٔ دقیق دیگر.

یک ماشین انیگمای کمیاب Abwehr که با عنوان G312 طراحی شده بود، در اول آوریل ۲۰۰۰ از موزهٔ پارک بلچلی به سرقت رفت. در سپتامبر، مردی که خودش را «اThe Master» معرفی می‌کرد، نامه‌ای فرستاد و ۲۵٬۰۰۰ دلار تقاضا کرد و تهدید کرد که اگر این مبلغ پرداخت نشود، ماشین را نابود می‌کند. در اوایل اکتبر ۲۰۰۰، مأموران پارک بلچلی اعلام کردند که این مبلغ را پرداخت خواهند کرد، اما مهلت اعلام‌شده توسط گروگانگیر بدون هیچ کلمه‌ای به اتمام رسید. مدت کوتاهی بعد از آن، ماشین به صورت ناشناس به یکی از روزنامه‌نگاران بی‌بی‌سی به نام جرمی پکسمن(Jeremy Paxman) فرستاده شد و سه روتور آن کنده شده بود.

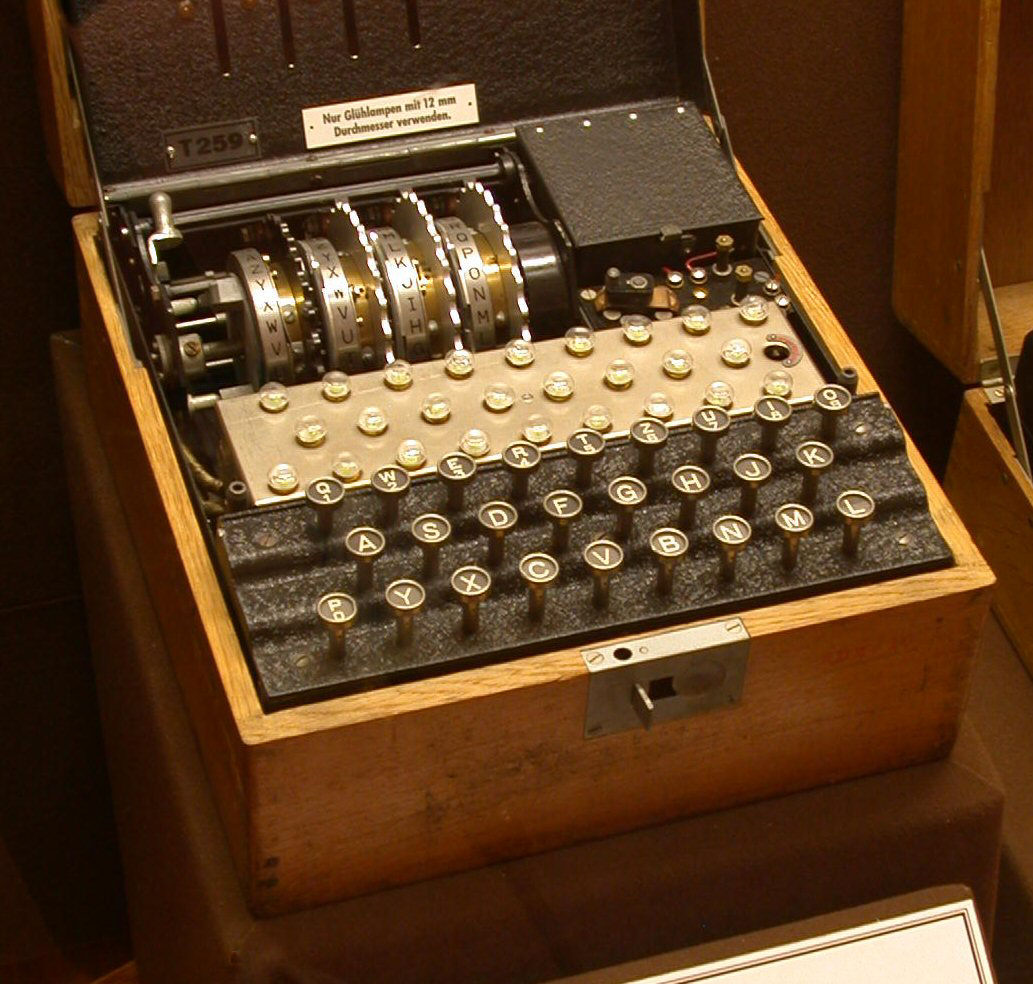
یک ماشین انیگمای مدل T (Tirpitz)، یک انیگمای تجاری K تغییر داده شده که برای استفاده توسط ژاپنی‌ها ساخته شده بود.
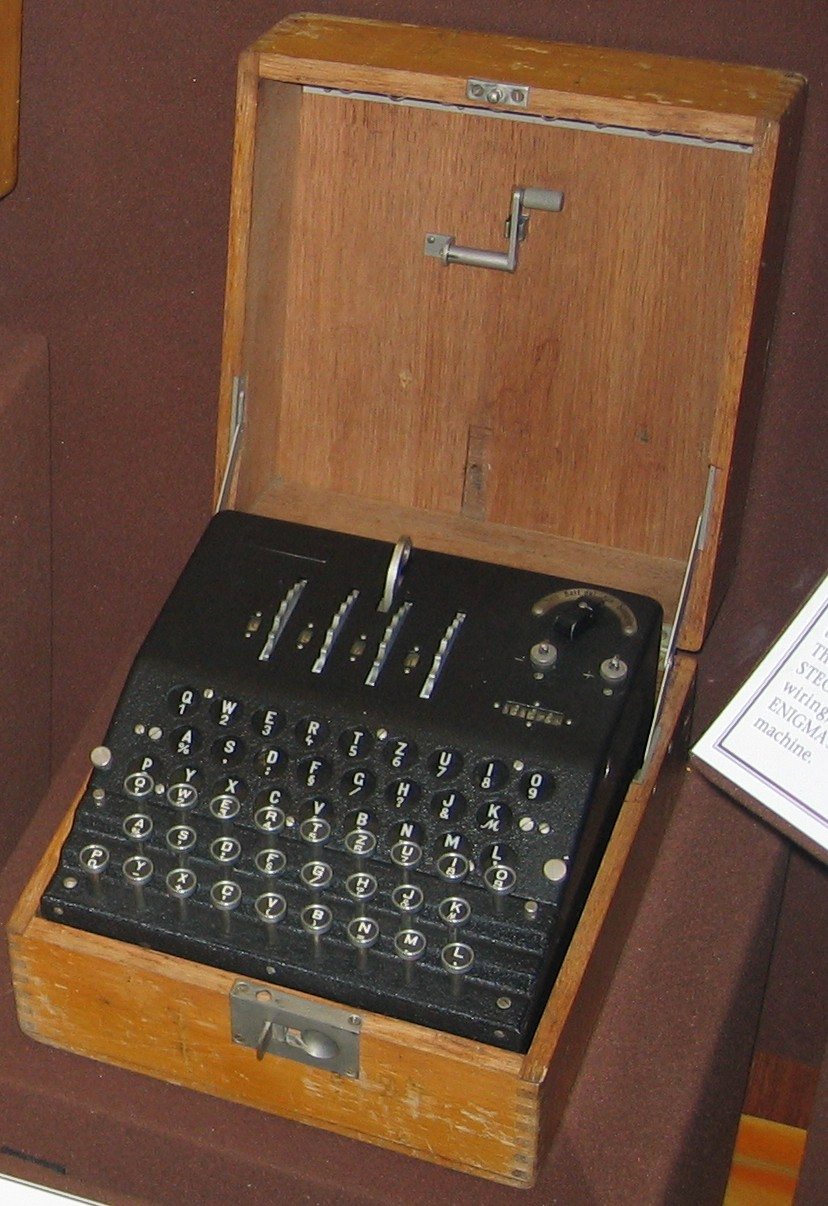
انیگمای مدل G که توسط Abwehr به کار گرفته می‌شد، چهار روتور داشت، فاقد صفحهٔ اتصالات بود و چندین شکاف بر روی روتورهایش داشت.
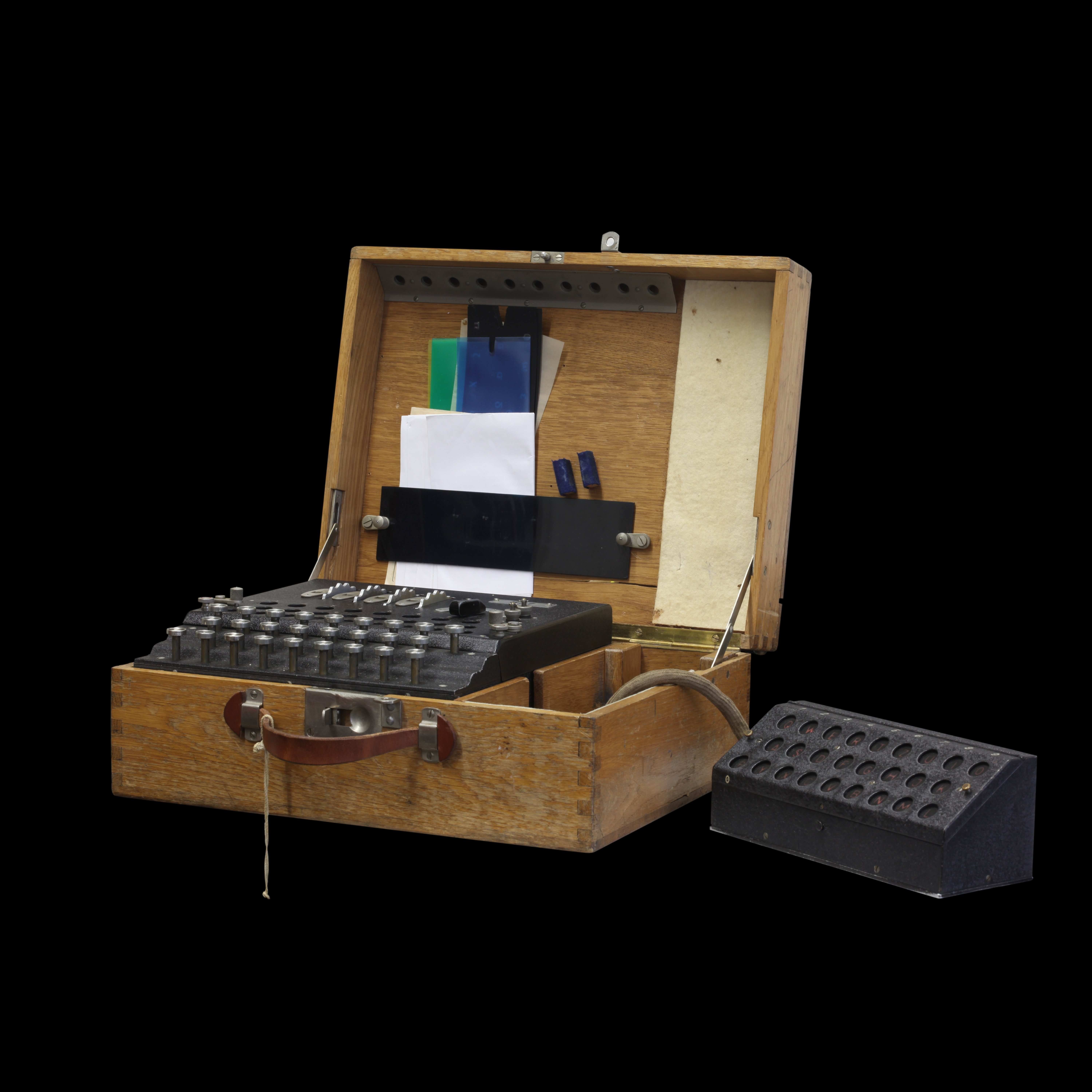
انیگمای مدل K ساخت آلمان که توسط ارتش سوییس به کار می‌رفت، سه روتور و یک بازتاب‌دهنده داشت و فاقد صفحهٔ اتصالات بود. در این ماشین روتورها به صورت محلی سیم‌بندی شده بودند و یک پنل لامپ اضافه وجود داشت.
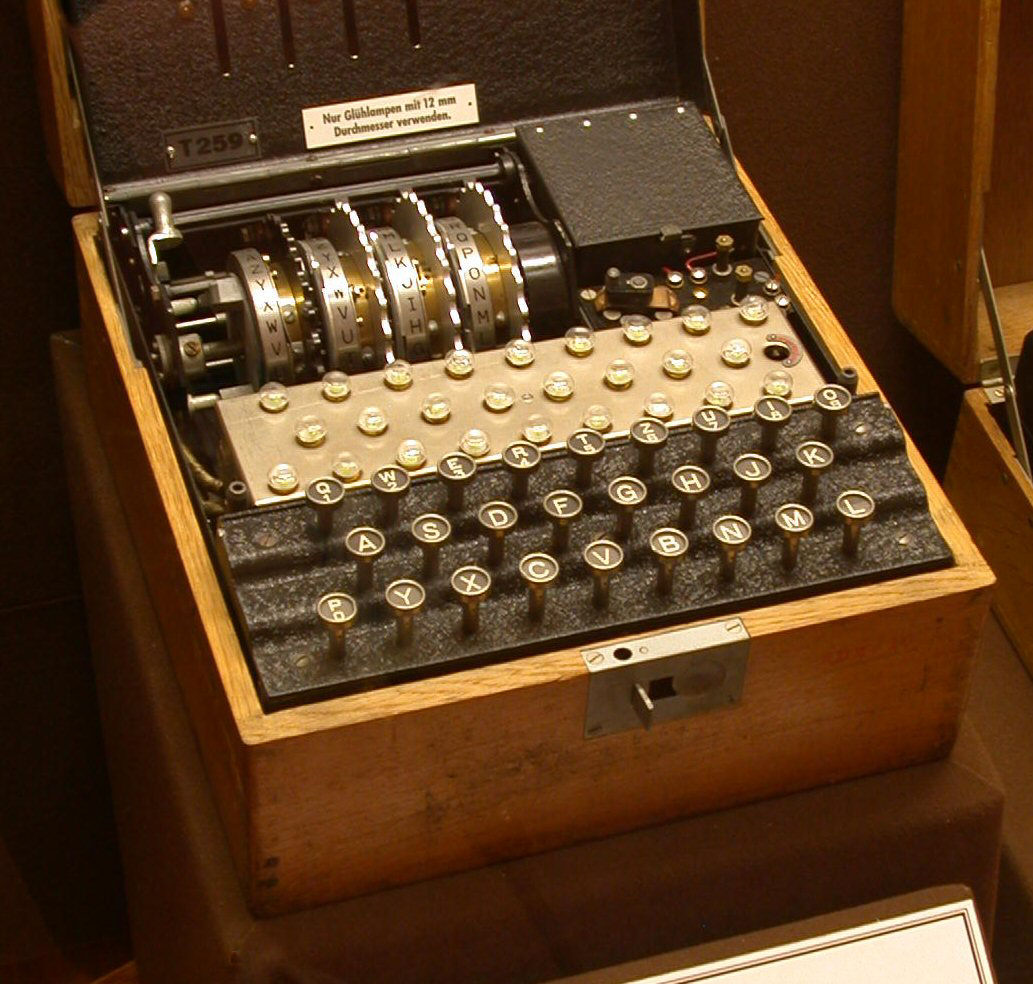
یک ماشین انیگمای مدل T (Tirpitz)، یک انیگمای تجاری K تغییر داده شده که برای استفاده توسط ژاپنی‌ها ساخته شده بود.
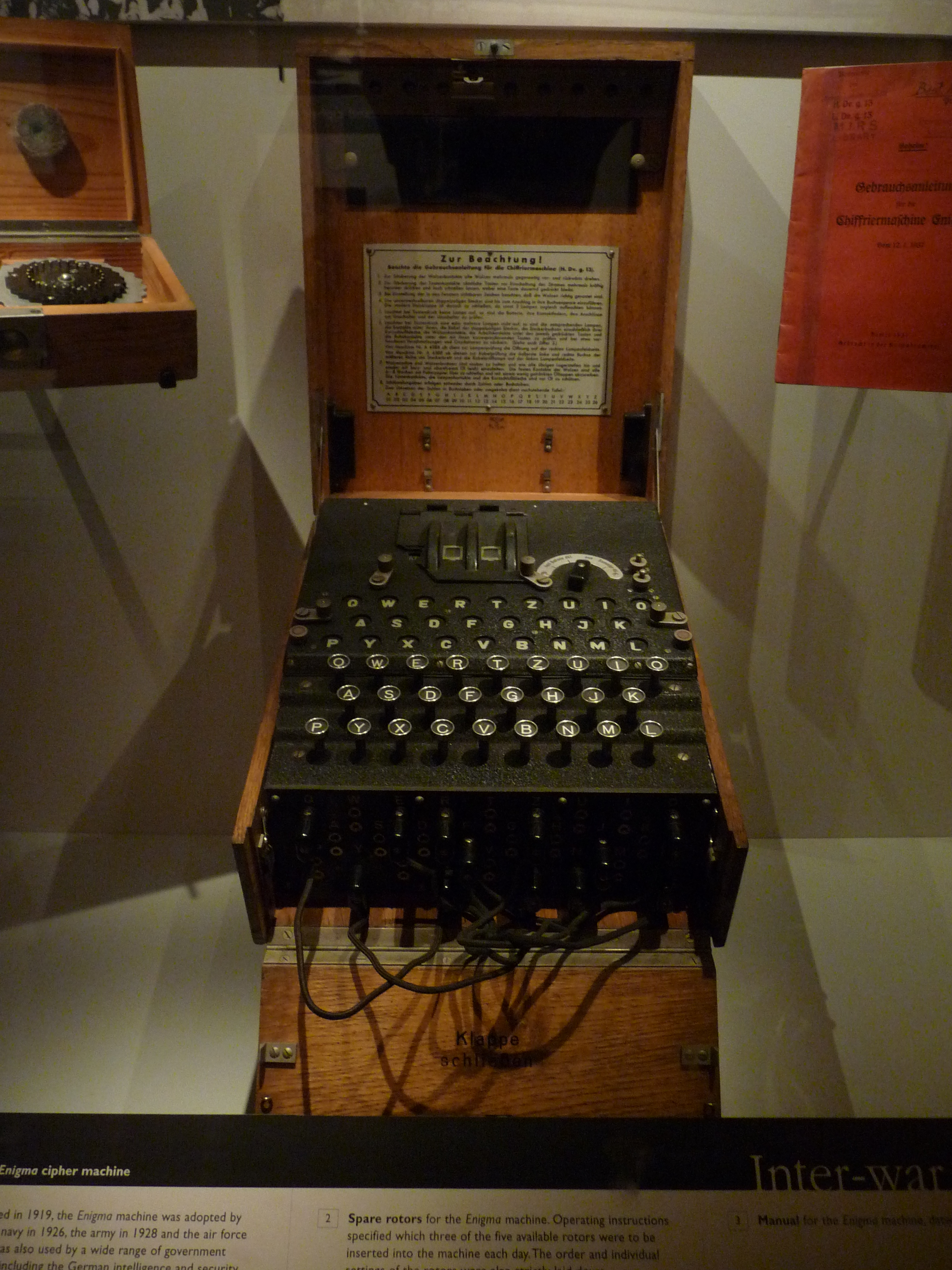
یک ماشین انیگما در موزهٔ سلطنتی جنگ بریتانیا
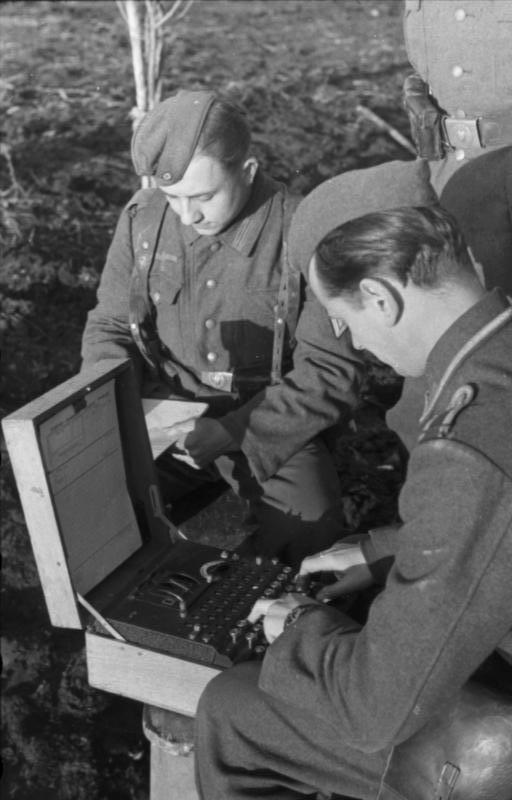
انیگما در حال استفاده توسط روس‌ها
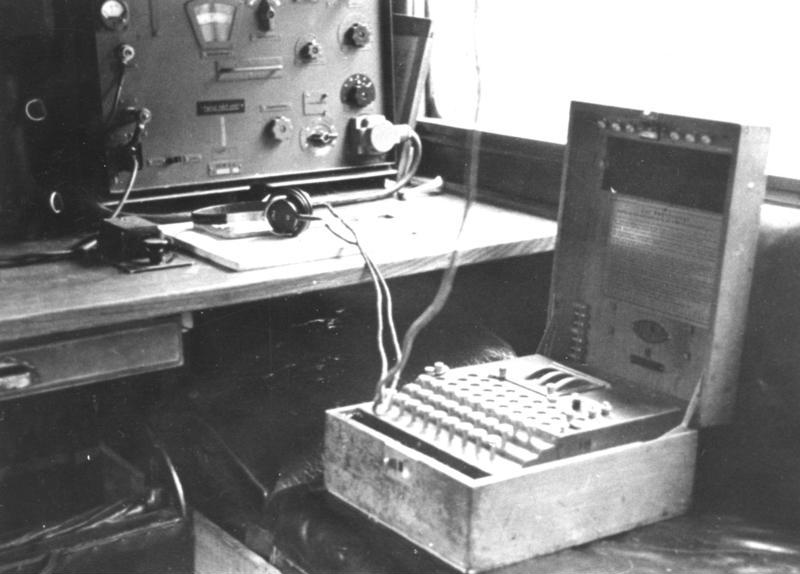
انیگما در یک خودروی رادیویی در Panzer Div. staff هفتم، اوت ۱۹۴۱

## ماشین‌های به‌جامانده

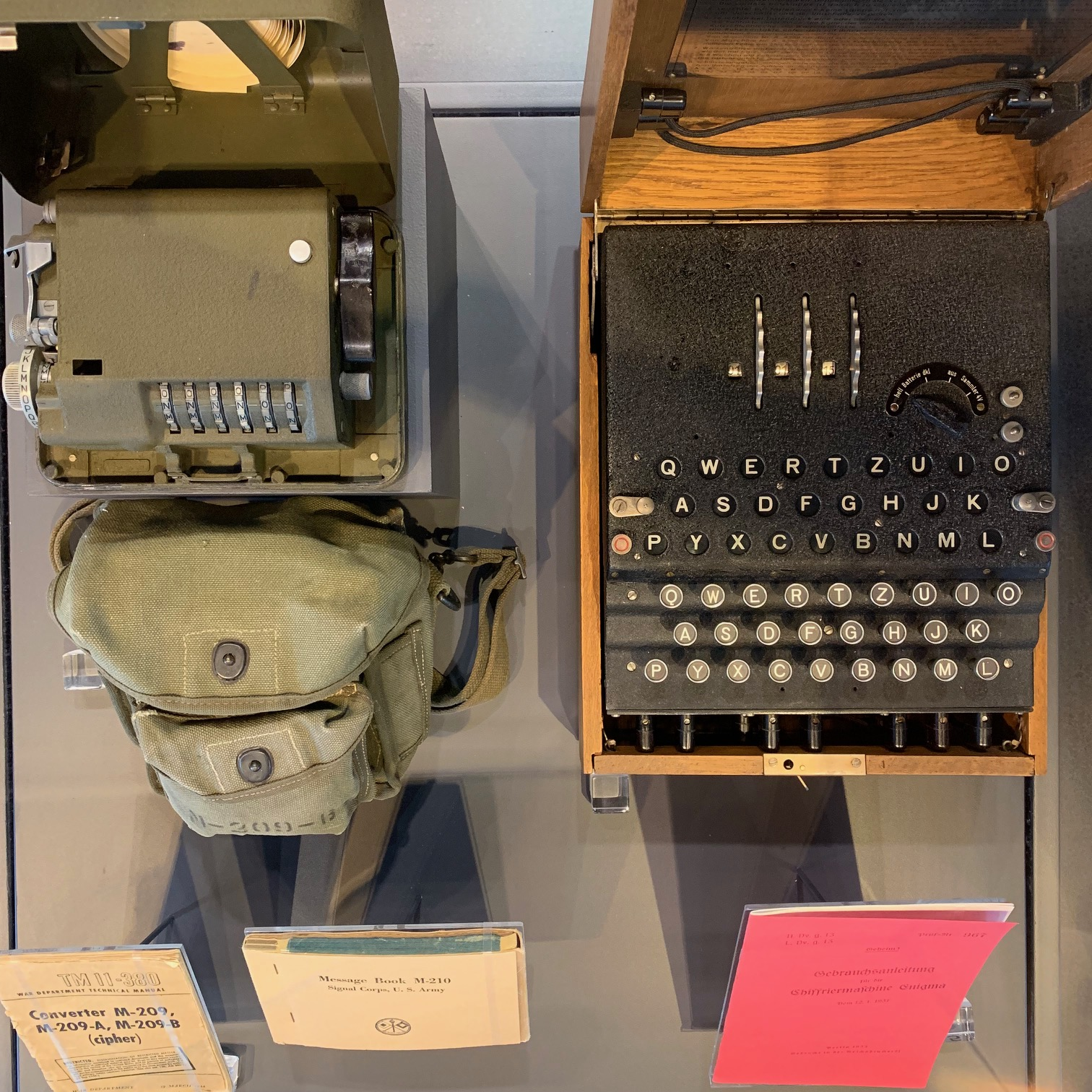
نسخه شبیه‌سازی‌شدهٔ انیگمای ایالات متحده در موزهٔ ملی رمزشناسی در فورت‌مید، مریلند

تلاش برای شکستن انیگما تا دههٔ ۷۰ آشکار نشد. از آن زمان تاکنون، علاقه به ماشین انیگما افزایش پیدا کرده‌است. ماشین‌های انیگما در موزه‌های سراسر جهان به نمایش عمومی درآمده‌اند، و چندین نسخه از آنها در اختیار گردآورنده‌های خصوصی و علاقه‌مندان به تاریخ کامپیوتر است.
موزهٔ داچسز(Deutsches Museum) در مونیخ هر دو نسخهٔ سه روتوری و چهار روتوری و چندین نسخهٔ غیرنظامی را دارد. ماشین‌های انیگما در مرکز کدهای ملی در پارک بلچلی، دفتر مرکزی مخابرات دولتی، موزهٔ علوم لندن، موزهٔ ارتش لهستان در ورشو، موزهٔ ارتش سوئد در استکهلم، موزهٔ نظامی در کورونای اسپانیا، موزهٔ یادگار صلیب سرخ در نارویک نروژ، موزهٔ توپخانه، مهندسان و سیگنال‌ها در هامینلینای فنلاند، دانشگاه فنی دانمارک در لینگبی دانمارک و موزهٔ یادگار جنگ استرالیا و ادارهٔ سیگنال‌ها در کانبرای استرالیا به نمایش درآمده‌اند. مؤسسهٔ جوزف پیلسودسکی در لندن یک نسخهٔ کمیاب انیگمای لهستانی که در فرانسه مونتاژ شده را به نمایش گذاشته‌است.
در ایالات متحده، ماشین انیگما را می‌توان در موزهٔ تاریخ کامپیوتر در ماونتین ویوی کالیفرنیا و آژانس امنیت ملی در فورت‌مید مریلند دیده می‌شود، که در آنجا بازدیدکنندگان می‌توانند مهارت‌های رمزگذاری و رمزگشایی پیام‌ها را به نمایش بگذارند. دو ماشین که بعد از تصرف U-505 در طول جنگ‌جهانی دوم به غنیمت گرفته شدند، به همراه یک زیردریایی موزهٔ علم و صنعت در شیکاگو، ایلینویز. یک ماشین با چهار روتور در سالن آنزوس(Anzus) در طبقهٔ دوم پنتاگون، در حلقه‌ای بین راهروهای ۹ و ۱۰ به نمایش درآمده است. این ماشین از استرالیا قرض گرفته شده‌است. آکادمی نیروی هوایی در کلرادو اسپرینگز، یک ماشین انیگما را در دپارتمان علوم کامپیوتر در معرض تماشا گذاشته‌است. یک ماشین در موزهٔ ملی جنگ‌جهانی دوم در نیواورلیانز قرار دارد. موزهٔ ملی جنگ‌جهانی دوم در نزدیکی بوستون، هفت ماشین انیگما، از جمله مدل چهار روتوری زیردریایی، یکی از سه مدل باقیمانده از ماشین انیگما با یک چاپگر، یکی از نمونه‌ای کمیاب از ماشین‌های با ده روتور، یک نمونه که توسط ارتش آلمان نابود شده و دو انیگمای سه روتوری را در اختیار دارد که بازدیدکننده‌ای می‌توانند با آنها پیام‌ها را کدگذاری و کدگشایی کنند.

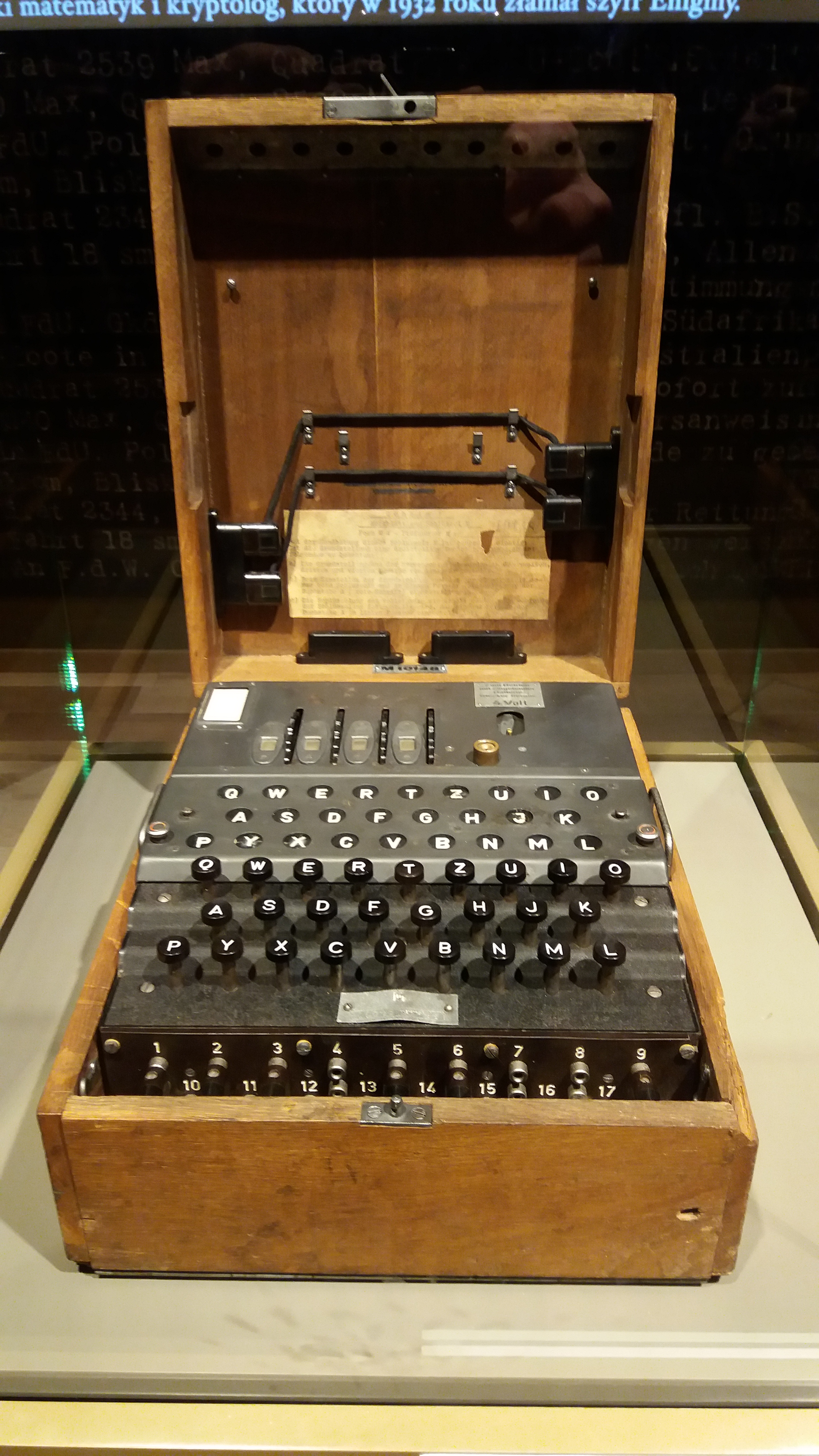
یک ماشین انیگمای چهار روتوری کینگزمارین که در موزهٔ جنگ‌جهانی دوم در گدانسک لهستان به نمایش درآمده است

در کانادا، یک ماشین انیگمای مدل K ارتش سوییس در کالگری آلبرتا قرار دارد. این ماشین در موزهٔ نیروی دریایی در آلبرتا که داخل موزهٔ نظامی کالگری قرار دارد به نمایش دائمی گذاشته شده‌است. یک ماشین انیگما با چهار روتور در موزهٔ مخابرات و الکترونیک نظامی در مرکز نیروهای نظامی کانادا در کینگستون اونتاریو در معرض نمایش است.

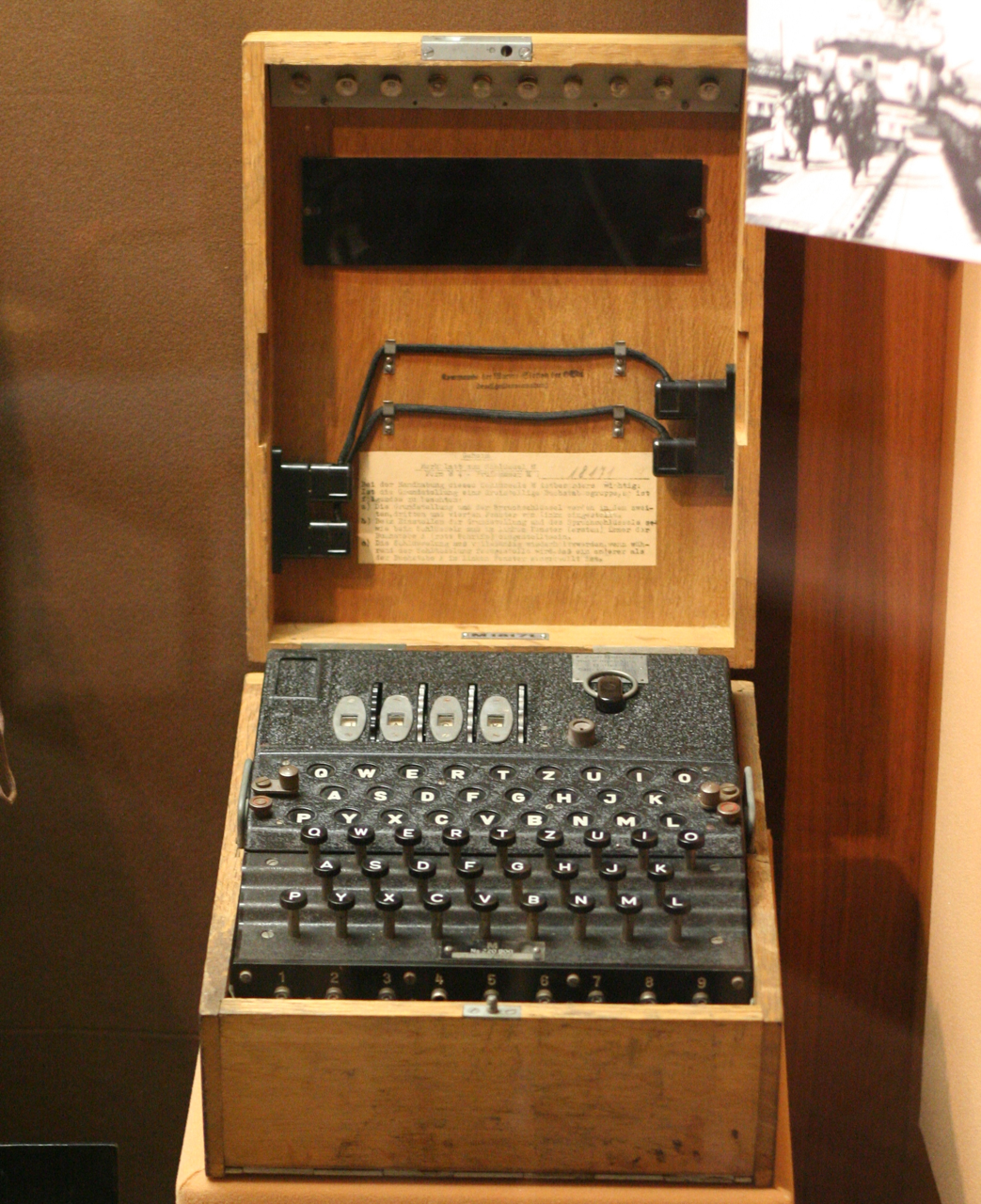
یک ماشین انیگمای کریگزمارین چهار روتوری (نیروی دریایی آلمان، فوریهٔ ۱۹۴۲ تا ۱۹۴۵) که در موزهٔ رمزشناسی ایالات متحده به نمایش درآمده است.

گاهی ماشین‌های انیگما در حراجی‌ها به فروش می‌رسند؛ قیمت این ماشین‌ها در سال‌های اخیر بین ۴۰٬۰۰۰ دلار آمریکا تا ۵۴۷٬۵۰۰۰ دلار آمریکا در سال ۲۰۱۷ بوده‌است. نسخه‌های کپی در شکل‌های مختلف وکود دارند، مانند یک کپی دقیق از مدل M4 نیروی دریایی، یک انیگما که به صورت الکترونیکی پیاده‌سازی شده‌است (انیگمای مدل E)، و نمونه‌های شبیه‌سازی‌شدهٔ دقیق دیگر.
یک ماشین انیگمای کمیاب Abwehr که با عنوان G312 طراحی شده بود، در اول آوریل ۲۰۰۰ از موزهٔ پارک بلچلی به سرقت رفت. در سپتامبر، مردی که خودش را «اThe Master» معرفی می‌کرد، نامه‌ای فرستاد و ۲۵٬۰۰۰ دلار تقاضا کرد و تهدید کرد که اگر این مبلغ پرداخت نشود، ماشین را نابود می‌کند. در اوایل اکتبر ۲۰۰۰، مأموران پارک بلچلی اعلام کردند که این مبلغ را پرداخت خواهند کرد، اما مهلت اعلام‌شده توسط گروگانگیر بدون هیچ کلمه‌ای به اتمام رسید. مدت کوتاهی بعد از آن، ماشین به صورت ناشناس به یکی از روزنامه‌نگاران بی‌بی‌سی به نام جرمی پکسمن(Jeremy Paxman) فرستاده شد و سه روتور آن کنده شده بود.
در ماه نوامر ۲۰۰۰، یک تاجر آنتیک به نام دنیس ییتس بعد از تلفن به “The Sunday Times” برای برنامه‌ریزی بازگشت قطعات گم شده دست‌گیر شد. ماشین اینیگما بعد از این اتفاق به پارک "Bletchley" بازگردانده شد. در اکتبر ۲۰۰۱، ییتس به ده ماه زندان محکوم شد که از آن ده ماه ۳ ماه را سپری کرد.
در اکتبر ۲۰۰۸، روزنامه اسپانیایی "El País" گزارش داد که ۲۸ ماشین اینیگما در یک پایگاه نظامی در مادرید کشف شده‌است. این ماشین‌های ۴ روتر به نشنالیست‌های فرانکو کمک کرد در جنگ مردمی اسپانیا پیروز شوند، چون، هر چندکه کریپتولوژیست بریتینیایی آلفرد دیلوین ناکس در سال ۱۹۳۷ متن سایفر این ماشین رو شکسته بود اما ریپابلیکن‌هایی بودند که در شکست کد ناموفق بودند. دولت نشنالیست به استفاده از ۵۰ دستگاه اینیگما خود تا ۱۹۵۰ ادامه داد. یکسری از ماشین‌ها در موزه‌های اسپانیا به نمایش گذاشته شده‌اند. دو عدد از آن‌ها هم به "GCHQ" بریتانیا اهدا شده‌اند.
ارتش بلغارستان از ماشین اینیگما با کیبوردهای "Cyrillic" استفاده کردند که یکی از آنها در موزه ملی تاریخ نظامی در سوفیا به نمایش گذاشته شده‌است.

## ریشه‌ها
اینیگما در حوزه طراحی ماشین‌ها سایفر تأثیرگذار بود و از بقیه ماشین‌های روتر دار سرچشمه گرفته بود. "Typex" بریتانیایی از الگوهای اینیگما سرچشمه گرفته‌است؛ تایپکس در عین حال از الگوهایی بهره بورده که از ماشین اینیگما اصلی حذف شده‌اند. بریتانیا هیچ توجهی به حق وفادار ماندن به راز داری در استفاده از الگوها نکرد و نسخه تایپکس با نسخه آلمانی یا دیگر نسخه‌های آن کاملاً متفاوت است.
کپی اینیگما ژاپنی وجود دارد به نام مستعار "GREEN" که رمزنگاران آمریکایی نام نهادن، کم از آن استفاده شد و آن تشکیل شده از ۴ روتر که به صورت عمودی وصل شده‌اند. در آمریکا محققی به نام ویلیام فریدمن ماشین "M-325" را طراحی کرد که از نظر منطقی همان ماشین است با اینکه ساخته نشد.
یک روتر ماشین یونیک در سال ۲۰۰۲ از نسخه هلندی ساخته شده‌است که از 40-point روترها استفاده کرده و اجازه استفاده از حروف، اعداد، و کمی علامت‌ها را ممکن ساخته، هر روتر آن از ۵۰۹ قطعه ساخته شده‌است.
ماشین‌هایی مانند SIGABA , NEMA , Typex و.. قطعاً جزئ از مشتقات اینیگما به حساب نمی‌آیند چون محاسبات ریاضی داخلی آن‌ها با شیوه محاسبات اینیگما متفاوت است.
چندین پیاده‌سازی نرم‌افزاری برای محاسبه اینیگما وجود دارد اما همه آن‌ها دقیقاً برابر با نسخه اصلی نیستند. نرم‌افزاری که به صورت عادی از همه بیشتر مورد استفاده قرار می‌گیرد (این نسخه باز هم قابل مقایسه با هیچ پیاده‌سازی سخت‌افزاری نیست) "EnigmaCo.de" است. بسیاری از اپلت‌های جاوا تنها تک حرف را می‌پذیرند که نحوه استفاده را پیچیده‌تر می‌کند. از نظر تکنیکال "Enigma@home" بزرگ‌ترین پیاده‌سازی نرم‌افزاری انیگما است، اما قابلیت انجام رمزگشایی رو ندارد (در صورتی که تمام ماشین‌ها هم رمز نگاری می‌کنند هم رمز گشایی).
یک سیمولیتور سه روتر با کاربری آسان، که کاربر می‌تواند با پلاگ برد و انتخاب روترها تنظیمات جدید تعریف کند. خروجی در پنجره ایی جدا نمایش داده می‌شود که در صورت نیاز برای رمزگشایی امنیت حفظ شود. مدل دیگر "autotyping" را فراهم کرده‌است که با استفاده از آن متن خام را از کلیپ برد می‌گیرد و به متن سایفر تبدیل می‌کند یا برعکس آن (در چهار سرعت مختلف). گزینه بسیار سریع ۲۶ کاراکتر را در کمتر از یک ثانیه تولید می‌کند.

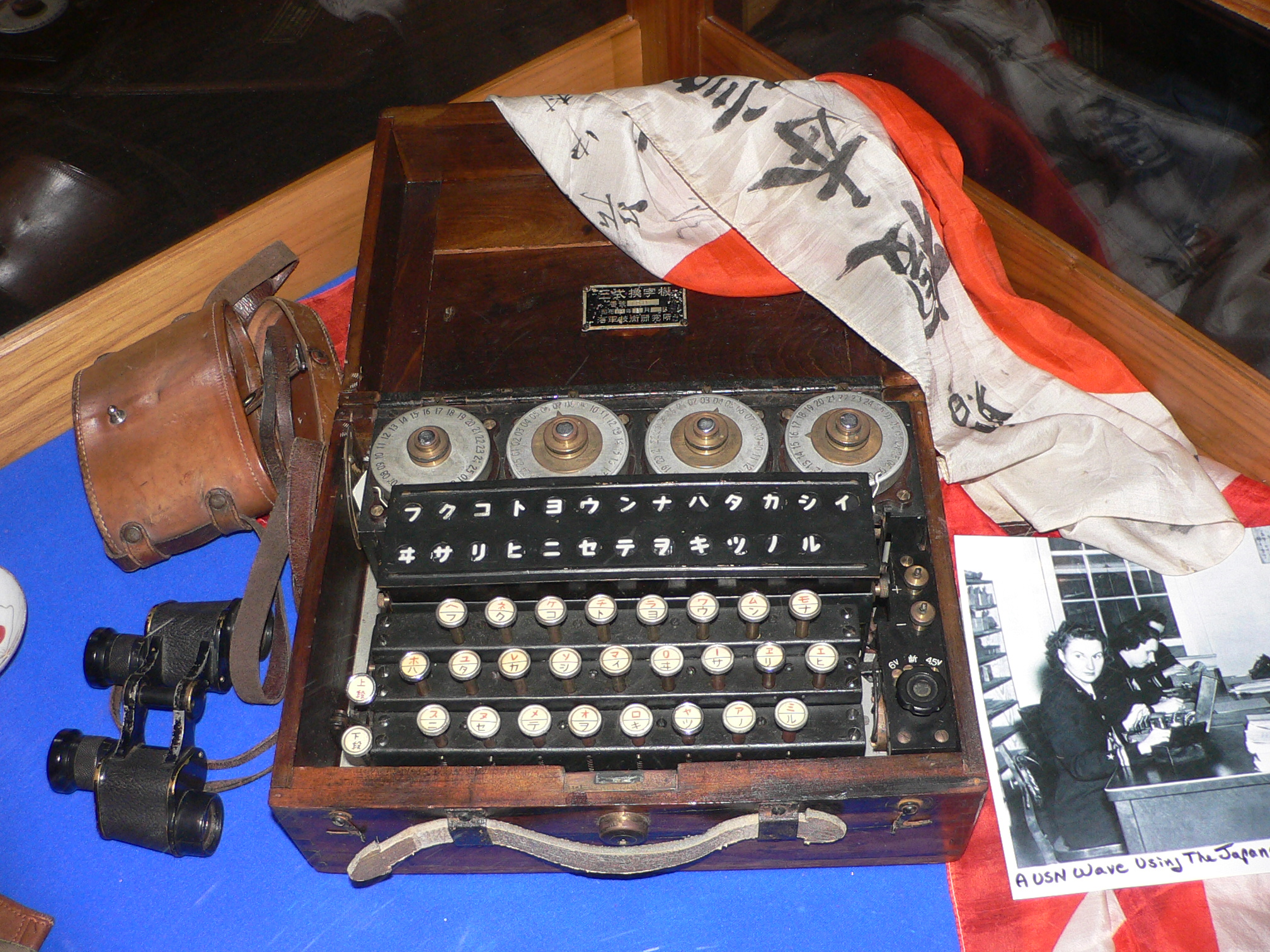
یک ماشین انیگمای ژاپنی که رمزنگارهای آمریکایی نام رمز آن را سبز نامیده‌اند.
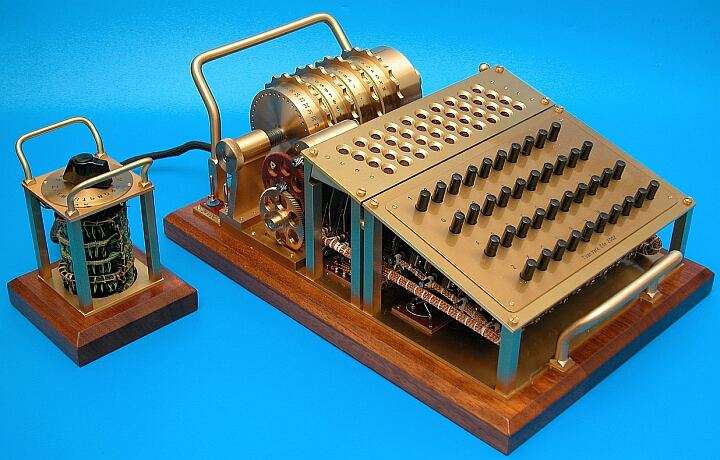
ماشین انیگمای Tatjana van Vark، طرح الهام گرفته شده.
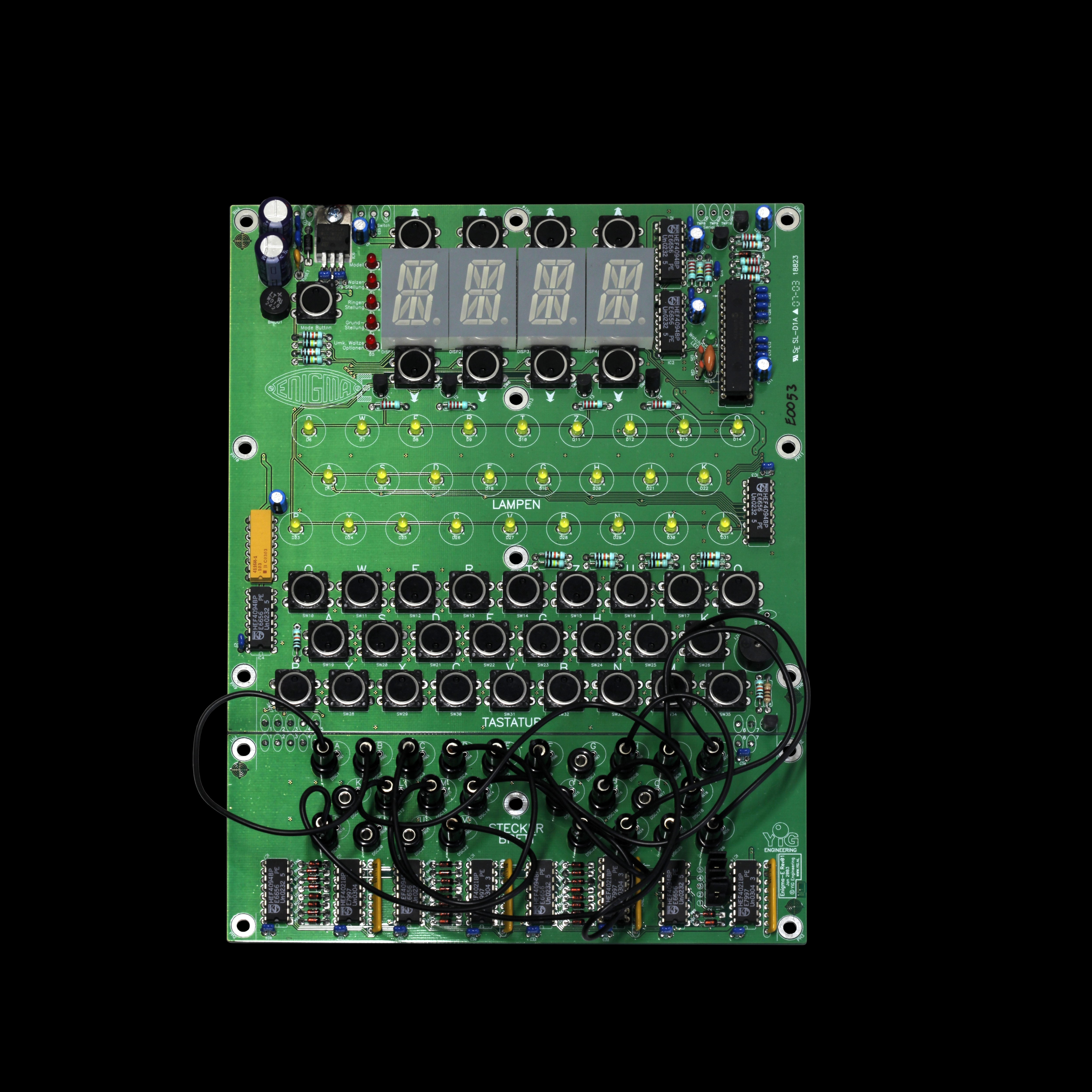
مدل الکترونیکی ماشین انیگما، فروخته شده در فروشگاه Bletchley Park

## شبیه‌سازها
| نام                                                 | سکو                                        | نوع ماشین | Uhr | UKW-D |
| --------------------------------------------------- | ------------------------------------------ | --- | --- | ----- |
| Franklin Heath Enigma Simulator                     | اندروید                                    | K Railway, Kriegsmarine M3,M4 | نه  | نه    |
| Enigmاندروید                                        | اندروید                                    | Wehrmacht I, Kriegsmarine M3, M4, Abwehr G31, G312, G260, D, K, Swiss-K, KD, R, T | نه  | نه    |
| Andy Carlson Enigma Applet (Standalone Version)     | جاوا                                       | Kriegsmarine M3, M4 | نه  | نه    |
| Minarke (Minarke Is نهt A Real Kriegsmarine Enigma) | C/Posix/CLI (مک‌اواس، لینوکس، یونیکس، etc.) | Wehrmacht, Kriegsmarine, M3, M4 | نه  | نه    |
| Russell Schwager Enigma Simulator                   | جاوا                                       | Kriegsmarine M3 | نه  | نه    |
| PA3DBJ G-312 Enigma Simulator                       | جاوااسکریپت                                | G312 Abwehr | نه  | نه    |
| Daniel Palloks Universal Enigma                     | جاوااسکریپت                                | I (Wehrmacht), M3 (Kriegsmarine), M4 (Shark), D (commercial), K (Swiss), KD (Sweden), N (نهrenigma), R (Railway), S (Sondermaschine), T (Tirpitz/Japan), A-865 (Zählwerk), G-111 (Hungary/Munich), G-260 (Abwehr/Argentina), G-312 (Abwehr/Bletchley Park) | آری | آری   |
| Universal Enigma Machine Simulator                  | جاوااسکریپت                                | D, I, نهrway, M3, M4, Zählwerk, G, G-111, G-260, G-312, K, Swiss-K, KD, Railway, T | آری | آری   |
| Terry Long Enigma Simulator                         | مک‌اواس                                     | Kriegsmarine M3 | نه  | نه    |
| Paul Reuvers Enigma Simulator for RISC OS           | RISC OS                                    | Kriegsmarine M3, M4, G-312 Abwehr | نه  | نه    |
| Dirk Rijmenants Enigma Simulator v7.0               | ویندوز                                     | Wehrmacht, Kriegsmarine M3, M4 | نه  | نه    |
| Frode Weierud Enigma Simulators                     | ویندوز                                     | Abwehr, Kriegsmarine M3, M4, Railway | نه  | نه    |
| Alexander Pukall Enigma Simulator                   | ویندوز                                     | Wehrmacht, Luftwaffe | نه  | نه    |
| CrypTool 2 — Enigma component and cryptanalysis     | ویندوز                                     | A/B/D (commercial), Abwehr, Reichsbahn, Swiss-K, Enigma M3, Enigma M4 | نه  | نه    |

## محبوب در جامعه

### ادبیات
- نمایشنامه هیو وایتمور، شکستن کد انیگما سا (۱۹۸۶میلادی)، داستان زندگی و مرگ آلن تورینگ است، این فرد در طول جنگ جهانی دوم در پی کشف رمز دستگاه انگیما بود.
- رمان معمای رابرت هریس در جنگ جهانی دوم و رمزنگاری‌هایی که برای دسترسی به یک معما توسط کشف رمز ماشین انگیما، روایت می‌شود.
- Neal Stephenson's novel Cryptonomicon (1999) prominently features the Enigma machine and efforts to break it, and portrays the German U-boat command under Karl Dönitz using it in apparently deliberate ignorance of its penetration.
- Enigma is featured in The Code Book, a survey of the history of cryptography written by Simon Singh and published in 1999.
- The Enigma machine is used as a key plot element in Century Rain by Alastair Reynolds, set in an alternate Earth where technological research has stagnated and the Enigma is the highest level of encryption available both to civilians and military.

### فیلم‌ها
- Sekret Enigmy (1979; translation: The Enigma Secret), is a Polish film dealing with Polish aspects of the subject.
- The plot of the film U-571 (released in 2000) revolves around an attempt by American, rather than British, forces to seize an Enigma machine from a German U-boat.
- The 2001 war comedy film All the Queen's Men featured a fictitious British plot to capture an Engima machine by infiltrating the Enigma factory with men disguised as women.
- Harris' book, with substantial changes in plot, was adapted as the film Enigma (2001), directed by Michael Apted and starring Kate Winslet and Dougray Scott. The film was criticised for historical inaccuracies, including neglect of the role of Poland's Biuro Szyfrów. The film, like the book, makes a Pole the villain, who seeks to betray the secret of Enigma decryption.

The film The Imitation Game (2014) tells the story of Alan Turing and his attempts to crack the Enigma machine code during World War II.

### تلویزیون
- In the British television series The Bletchley Circle, the Typex was used by the protagonists during the war, and in Season 2, Episode 4, they visit Bletchley Park to seek one out, in order to crack the code of the black market procurer and smuggler Marta, who used the Typex to encode her ledger. The Circle, forced to settle for using an Enigma, instead, successfully cracks the code.
- In Elementary season 5, episode 23 ("Scrambled"), a drug smuggling gang uses a four-rotor Enigma machine as part of their effort to encrypt their communications.
- In Bones season 8, episode 12 ("The Corpse in the Canopy"), Dr. Jack Hodgins uses an Enigma machine to send information to Seeley Booth at the FBI in order to prevent Christopher Pelant, a master hacker, from spying on their communications.